# Lockheed Martin F-35 Lightning II
Il Lockheed Martin F-35 Lightning II, o Joint Strike Fighter-F35, è un caccia multiruolo monoposto di 5ª generazione, a singolo propulsore, con ala trapezoidale e caratteristiche stealth. Le sue capacità multiruolo lo rendono utilizzabile per compiti di supporto aereo ravvicinato, bombardamento tattico e missioni di supremazia aerea.
L'aereo viene anche definito in ambito militare come omni-ruolo, data la capacità di svolgere contemporaneamente, senza tornare alla base per modificare il suo assetto, differenti attività operative.
Battendo il Boeing X-32, è diventato il vincitore della gara per il programma JSF (Joint Strike Fighter) per la ricerca di un aereo che potesse sostituire diversi modelli dell'USAF, dell'US Navy e dei USMC (Marines). Inizialmente era previsto che circa l'80% delle parti fosse in comune fra le diverse versioni, ma con l'evolversi del progetto, non si è potuto raggiungere più del 25/27%, sebbene l'elettronica di bordo e una parte del software saranno molto simili tra loro.
Esistono tre versioni dell'F-35: una variante a decollo e atterraggio convenzionale (F-35A - Conventional Take Off and Landing), una variante a decollo corto e atterraggio verticale, per poter operare da portaerei di dimensioni ridotte come la portaerei italiana Cavour (F-35B Short Take Off And Vertical Landing), e una variante per l'uso su portaerei convenzionali dotate di catapulte (F-35C - Catapult Assisted Take Off Barrier Arrested Recovery).

## Storia del progetto
L'F-35 è il risultato del programma Joint Strike Fighter (JSF), la sintesi di svariati progetti di aerei da combattimento andanti dal 1980 al 1990. Uno degli antenati del progetto fu il programma Advanced Short Take-Off/Vertical Landing (ASTOVL, in italiano: Decollo avanzato su pista corta con atterraggio verticale) promosso dalla DARPA, il quale decorse dal 1983 fino al 1984. L'ASTOVL mirava a sviluppare un rimpiazzo per gli Harrier dell'USMC (United States Marine Corps) e della Royal Navy inglese. Sotto uno dei progetti segreti dell'ASTOVL, il Supersonic STOVL Fighter (SSF, in italiano: Caccia Supersonico STOVL), la Lockheed Skunk Works promosse la ricerca per un velivolo d'attacco stealth, supersonico e STOVL, mirato sia all'aeronautica statunitense (USAF) che all'USMC. Una componente tecnologica chiave presa in considerazione fu il sistema della ventola di sollevamento ad albero condotto (SDLF, shaft-driven lift fan). Il prototipo della Lockheed era un aereo a un solo motore dotato di alette canard a forma di delta di circa 11,000 kg scarico. Nel 1993 l'ASTOVL fu ribattezzato Common Affordable Lightweight Fighter (CALF, in italiano: Caccia Leggero Comune Economico) e portò a bordo la Lockheed, la McDonnell Douglas e la Boeing.
Nel 1993, soggiunse il progetto Joint Advanced Strike Technology (JAST, in italiano: Programma Congiunto Tecnologia Avanzata di Assalto) in seguito all'annullamento dei programmi Advanced Fighter-Attack (A/F-X, in italiano: Aereo d'Assalto d'Avanguardia) MRF (Multi-Role Fighter, in italiano: Caccia Multi-Ruolo) dell'USAF e della marina statunitense. L'MRF, un progetto per un rimpiazzo a buon mercato dell'F-16 venne ridimensionato e rinviato a causa del cambiamento nell'assetto difensivo in seguito alla guerra fredda, con una diminuzione nell'impiego della flottiglia di F-16 con conseguente allungamento della sua vita utile, accompagnato ad un aumento della pressione fiscale sul progetto F-22. L'A/F-X, inizialmente conosciuto come Advanced-Attack (A-X), nacque nel 1991 come successore del progetto Advanced Tactical Aircraft (ATA, in italiano: Aereo Tattico d'Avanguardia) della USN (United States Navy) per sostituire l'A-6. Il risultante A-12 Avenger II venne dismesso nel 1991 a causa di problemi tecnici e sforamenti dei fondi allocati. Nello stesso anno, la fine del piano Naval Advanced Tactical Fighter (NATF, in italiano: Caccia Tattico Avanzato Navale), un derivato del progetto Advanced Tactical Fighter (ATF) atto a sostituire l'F-14, condusse ad un aumento delle abilità del caccia A-X, successivamente rinominato A/F-X. Trovandosi alle prese con una pressione fiscale molto alta, la Bottom-Up Review (BUR) del Dipartimento della Difesa nel 1993 annunciò la soppressione dei progetti MRF e A/F-X, e le conoscenze applicabili vennero trasferite al progetto JAST. Il JAST non doveva sviluppare un nuovo aereo, quanto nuovi requisiti, tecnologie ormai mature e dimostrare nuove idee per il combattimento di precisione avanzato.
Man mano che il JAST faceva progressi, nel 1996 emerse il bisogno per un aereo dimostrativo, il che avrebbe coinciso con la fase di dimostrazione aerea su larga scala dell'ASTOVL/CALF. Poiché il progetto sembrava essere in linea con gli obiettivi del JAST, i due programmi vennero eventualmente fusi nel 1994 sotto il nome del JAST, e il progetto ora era in servizio dell'USAF, USMC, e USN. Da JAST si passò a Joint Strike Fighter (JSF) nel 1995, con le proposte STOVL avanzate dalla McDonnell Douglas, Northrop Grumman, Lockheed Martin e Boeing. Si preumeva che, ad un certo punto, il JSF avrebbe rimpiazzato un gran numero di aerei multi-ruolo e d'attacco al suolo nelle mani degli Stati Uniti e dei suoi alleati, includendo l'Harrier, l'F-16, l'F/A-18, l'A-10 e l'F-117.
La partecipazione internazionale fu un aspetto chiave del JSF, partendo dall'adesione del Regno Unito nel progetto ASTOVL. Molti partner internazionali che avevano bisogno di rimodernizzare le loro aeronautiche erano perciò interessati nel JSF. Nel 1995 il Regno Unito entrò nel JAST/JSF come membro fondatore e divenne dunque l'unico partner Tier 1 del progetto. L'Italia, i Paesi Bassi, la Danimarca, la Norvegia, il Canada, l'Australia, e la Turchia affermarono la loro presenza durante la Fase Dimostrativa del Progetto (CDP, Concept Demonstration Phase), con Italia e Danimarca diventando partner Tier 2, mentre il resto divenne Tier 3. Successivamente, l'aereo venne creato in cooperazione con partner internazionali aperti all'esportazione.

### Concorrenza al JSF
Boeing e Lockheed Martin vennero scelti all'inizio del 1997 per il CDP, con i loro X-32 e X-35; la squadra McDonnell Douglas venne eliminata, e la Northrop Grumann e la British Aerospace entrarono a far parte del team Lockheed Martin. Ciascuna azienda avrebbe prodotto due velivoli aerei prototipo per comprovare decollo e atterraggio convenzionali (CTOL, Conventional Takeoff and Landing), decollo e atterraggio da portaerei (CV in inglese), e la funzionalità STOVL. Il design della Lockheed Martin si fece forte del lavoro svolto sull'SDLF sotto il programma ASTOVL/CALF. La caratteristica chiave dell'X-35 che permetteva l'operatività STOVL era il sistema SDLF, che consiste nella presenza della ventola di sollevamento nella parte centrale della fusoliera, la quale poteva essere attivata mediante un innesto che connette il semiasse alla turbina, aumentando di fatto la spinta ottenuta dall'ugello di scarico girevole. La ricerca sugli aerei precedenti, che incorporava sistemi simili, come il Convair Model 200, il Rockwell SFV-12 e lo Yakolev Yak-141, venne presa in considerazione. Per contro, l'X-32 della Boeing utilizzava un sistema diretto di sollevamento al quale la turboventola sarebbe stata poi riconfigurata nella modalità STOVL.
La strategia di comunanza della Lockheed Martin era quella di rimpiazzare l'SDLF della versione STOVL con un serbatoio, e l'ugello di scarico girevole presente a poppa con un ugello a spinta vettoriale bi-dimensionale per la versione CTOL. Ciò avrebbe permesso configurazioni aerodinamiche identiche per le versioni STOVL e CTOL, mentre la variante CV aveva un'ala più grande per diminuire la velocità d'atterraggio per il carrier recovery. A causa delle caratteristiche aerodinamiche e dei requisiti di carrier recovery dovuti all'unione con il JAST, il design venne modificato per includere un timone convenzionale al contrario del design a forma di delta delle alette canard, originarie del progetto ASTOVL/CALF; è degno di nota che dalla configurazione con un timone convenzionale deriva un rischio decisamente inferiore per il carrier recovery rispetto alla configurazione delle alette canard dei modelli ASTOVL/CALF. Ciò permise un'ulteriore comunanza fra le tre varianti, obiettivo di grande importanza nella fase di design. I prototipi della Lockheed Martin furono dunque l'X-35A per dimostrare le capacità CTOL, per poi essere convertito alla versione X-35B per lo STOVL e all'X-35C per dimostrare la compatibilità con il CV.

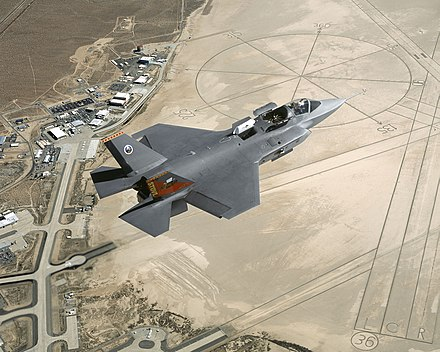
X-35B nel 2001

Il primo X-35A volò il 24 ottobre 2000 e portò a termine voli di prova dimostrando le sue caratteristiche di volo subsoniche e supersoniche, maneggevolezza, portata, e prestazione di manovra. Dopo 28 voli, il velivolo fu poi convertito nella variante X-35B per testare lo STOVL, includendo modifiche chiave come l'aggiunta del SDLF, il 3BSM (three-bearing swivel module, in italiano: Modulo di Rotazione Tri-direzionale) e condotti di controllo del rollio. L'X35-B dimostrò con successo il sistema SDLF attraverso l'esecuzione di una sospensione stabile in aria, di un atterraggio verticale e di un decollo corto in meno di 150 metri. L'X-35C volò per la prima volta nel 16 dicembre del 2000 ed eseguì dei test di atterraggio su portaerei.
Il 26 ottobre del 2001, la Lockheed Martin venne scelta come vincitrice e ottenne il contratto System Development and Demonstration (SDD, in italiano: Sviluppo e Dimostrazione Sistema); alla Pratt & Whitney venne poi assegnato un appalto in separata sede per lo sviluppo del motore dell'F135 per il JSF. La denominazione F-35, la quale non è in linea con la numerazione standard del Dipartimento della Difesa, venne presumibilmente scelta sul luogo dal responsabile del programma, il Generale Maggiore Mike Hough; questa fu una sorpresa anche per la Lockheed Martin, che immaginava invece la designazione "F-24" per il JSF.

### Design e produzione
Man mano che il programma JSF progrediva nella fase SDD, il design del modello dimostratore X-35 venne modificato per creare l'F-35. La fusoliera frontale venne allungata di 13 centimetri per fare spazio all'avionica di missione, mentre gli stabilizzatori orizzontali vennero spostati di 5.1 centimetri a poppa per mantenere equilibrio e controllo. La parte della fusoliera si riempì con l'innalzamento di 2.5 centimetri della superficie superiore lungo la linea centrale, al fine di far spazio al vano armamenti. In seguito alla denominazione dei prototipi X-35, le tre varianti furono battezzate F-35A (CTOL), F-35B (STOVL), e F-35C (CV). L'appaltatore primario, la Lockheed Martin, conduce l'integrazione dei sistemi complessiva, assemblaggio e verifica finale (FACO, Final Assembly and Checkout), mentre la Northrop Grumman e la BAE Systems forniscono componenti per i sistemi di missione e per la cellula.
L'aggiunta dei sistemi comportò un aumento del peso. L'F-35B fu il più colpito fra tutti, in primo luogo grazie ad una decisione presa nel 2003, che stabiliva l'ingrandimento del vano armamenti per aumentare la somiglianza fra modelli. L'incremento totale del peso avrebbe toccato i 1000 kg, più dell'8%, comportando dunque il mancato raggiungimento delle soglie di prestazione della funzionalità STOVL. A dicembre del 2003, lo STOVL Weight Attack Team (SWAT, in italiano: Squadra Riduzione Peso STOVL) venne creato per ridurre l'aumento di peso, e tra le modifiche effettuate si annoverano: più spinta ai motori, assottigliamento delle componenti della cellula, vano armamenti e stabilizzatori verticali più piccoli, meno spinta ai condotti di rollio, re-design della giuntura alare, modifica alle parti elettroniche e della cellula subito a poppa dell'abitacolo. Molti dei cambiamenti derivati dallo SWAT vennero applicati a tutte e tre le varianti, e per settembre del 2004, questi sforzi lavorativi avevano ridotto il peso dell' F-35B di oltre 1400 kg, mentre l'F-35A e l'F-35C persero rispettivamente 1100 e 860 kg. Questo lavoro arrivò a costare 6.2 miliardi di dollari e causò un ritardo di 18 mesi.
Il primo F-35A, codificato AA-1, venne presentato a Fort Worth, in Texas, il 19 febbraio del 2006, e volò per la prima volta il 15 dicembre dello stesso anno. Sempre nel medesimo, l'F-35 prese il nome "Lightning II" da un aereo della Seconda Guerra Mondiale, il P-38 Lightning. Qualche pilota USAF soprannominò l'aereo "Panther".
Il software dell'aereo venne sviluppato e diviso in 6 rilasci per l'SDD, detti Blocks ("blocchi", letteralmente). I primi due Blocks, l'1A e l'1B, prepararono l'F-35 all'addestramento iniziale e fornirono sicurezza multilivello. Il Block 2A migliorò le capacità di addestramento, mentre il 2B fu il primo rilascio pronto al combattimento pianificato per la capacità operativa iniziale (IOC, Initial Operational Capability) dell'USMC. Il Block 3i pianificato per l'IOC dell'USAF mantiene le capacità del 2B, impiegando però hardware diverso. L'ultimo rilascio per l'SDD, il Block 3F, fornì un pieno inviluppo di volo e tutte le capacità di combattimento base. Accompagnati alle software release, ciascun aggiornamento include aggiornamenti per l'avionica di bordo e miglioramenti del veicolo aereo derivati dai voli effettuati e da test strutturali. In quella che si chiama "co-occorrenza", qualche aereo appartenente alla produzione iniziale a bassa velocità (LRIP, in inglese: low rate initial production) vennero consegnati con dei Block più datati per poi essere eventualmente migliorati con il Block 3F non appena venne sviluppato. Dopo 17000 ore di voli di prova, il volo finale per la fase SDD venne completato ad Aprile del 2018. Proprio come l'F-22, l'F-35 fu soggetto ad attacchi cibernetici e a tentativi di furto delle componenti, appaiati a potenziali vulnerabilità nell'integrità della catena di fornitura.
Vennero individuati numerosi e gravi problemi durante le prove: i primi modelli dell'F-35B dimostrarono crepature premature, il gancio d'arresto dell'F-35C non era completamente affidabile, i serbatoi erano troppo vulnerabili ai fulmini, il display dell'elmetto presentava problemi, e via dicendo. Il software fu continuamente rinviato a causa del suo ambito mai visto prima d'allora e della sua complessità. Nel 2009, il Joint Estimate Team (JET, in italiano: Comitato Unito Preventivi) del Dipartimento della Difesa affermò che il progetto era indietro di 30 mesi rispetto alla tabella di marcia pubblicata. Nel 2011, il programma venne "ri-definito". Ciò sta a significare che i suoi costi e i suoi scopi pianificati vennero modificati, spostando l'IOC dal 2010 al 2015. La decisione di collaudare, sistemare i difetti, e dare il via alla produzione allo stesso tempo fu criticata per essere stata una mossa inefficace. Nel 2014, il Sottosegretario della Difesa per l'Acquisizione Frank Kendall la definì "negligenza d'acquisizione". Le tre varianti condividevano solo il 25% delle componenti, percentuale di gran lunga inferiore al 70% previsto. Il programma attirò critiche notevoli a causa dello sforamento dei costi e per il prezzo totale previsto per il mantenimento dell'aereo, e anche a causa della cattiva gestione del controllo qualità da parte degli appaltatori.
Il programma JSF sarebbe dovuto costare circa 200 miliardi di dollari per l'acquisizione nell'anno di riferimento (2002), quando l'SDD venne assegnato nel 2001. Già agli inizi del 2005, il Government Accountability Office (GAO) aveva individuato dei rischi non indifferenti nel progetto e nella programmazione. I costosi ritardi incrinarono i rapporti tra il Pentagono e gli appaltatori. Per il 2017, tra ritardi e sforamenti, il programma di acquisizione dell'F-35 aveva gonfiato i prezzi fino 406.5 miliardi di dollari, con un costo complessivo della vita di servizio dell'aereo (cioè fino al 2070) ammontanti a 1.5 trilioni di dollari (valore dollaro calibrato su quell'annata) tra operazioni e mantenimento. Il costo LRIP di un lotto di 13 F-35A arrivava a 79.2 milioni di dollari. Ritardi nello sviluppo, nei test operativi e nella valutazione hanno respinto la produzione a pieno regime al 2023.

### Migliorie e sviluppi futuri
La prima configurazione pronta al combattimento, la Block 2B, possedente abilità aria-aria e di attacco al suolo basilari, venne dichiarata pronta dall'USMC nel luglio del 2015. La configurazione Block 3F iniziò test operativi e valutazione (OT&E, Operational Test and Evaluation) nel dicembre del 2018, e al completamento di essa si avrà la fine del SDD. Il programma dell'F-35 sta anche conducendo la realizzazione di un piano di mantenimento e miglioramento; i primi aerei furono gradualmente aggiornati al Block 3F nel 2021.
L'F-35 verrà continuamente migliorato durante la sua vita operativa. Il primo pacchetto di aggiornamenti, chiamato Continuous Capability Development and Delivery (C2D2, in italiano: Sviluppo e Consegna Continui Funzionalità) iniziò nel 2019 e al momento la sua durata è pianificata fino al 2024. La priorità di sviluppo a breve termine del C2D2 è il Block 4, che integrerà armamenti aggiuntivi, includendo quelli esclusivi ai clienti internazionali, e intende anche aggiornare l'avionica, migliorare le capacità ESM (Electronic Support Measures, in italiano: Misure Supporto Elettronico) e aggiungere supporto per il Remotely Operated Video Enhanced Receiver (ROVER, in italiano: Ricevitore Video Avanzato Remoto). Il C2D2 concentra ulteriormente l'attenzione su una metodologia agile per permettere rilasci più veloci. Nel 2018, l'Air Force Life Cycle Management Centre (AFLCMC, in italiano: Centro Gestione Vita Utile Aeronautica) concesse dei contratti alla General Electric e alla Pratt & Whitney per sviluppare motori a ciclo adattivo più potenti ed efficaci per un potenziale impiego, sfruttando la ricerca fatta sotto il Programma di Transizione al Motore Adattivo (AETP, Adaptive Engine Transition Program). Nel 2022, il FAER, ovvero il programma di Sostituzione Motore Adattivo dell'F-35 (F-35 Adaptive Engine Replacement) venne avviato per integrare, per il 2028, motori a ciclo adattivo nell'aereo.
Gli appaltatori della Difesa hanno offerto migliorie per l'F-35 anche fuori dai contratti ufficiali del progetto. Nel 2013, la Northrop Grumman divulgò lo sviluppo di una serie di contromisure a infrarossi, denominata Threat Nullification Defensive Resource (ThDNR, in italiano: Risorsa Difensiva Annullamento Pericoli). Il sistema di contromisure avrebbe condiviso lo stesso spazio dei sensori DAS (Distributed Aperture System, in italiano: Sistema Distribuito Diaframmi), ed ora agisce come disturbatore di missili a laser al fine di proteggere l'aereo contro missili con ricerca a infrarossi.
Israele vuole più accesso all'avionica per includere il loro equipaggiamento.

## Tecnica

### Cellula

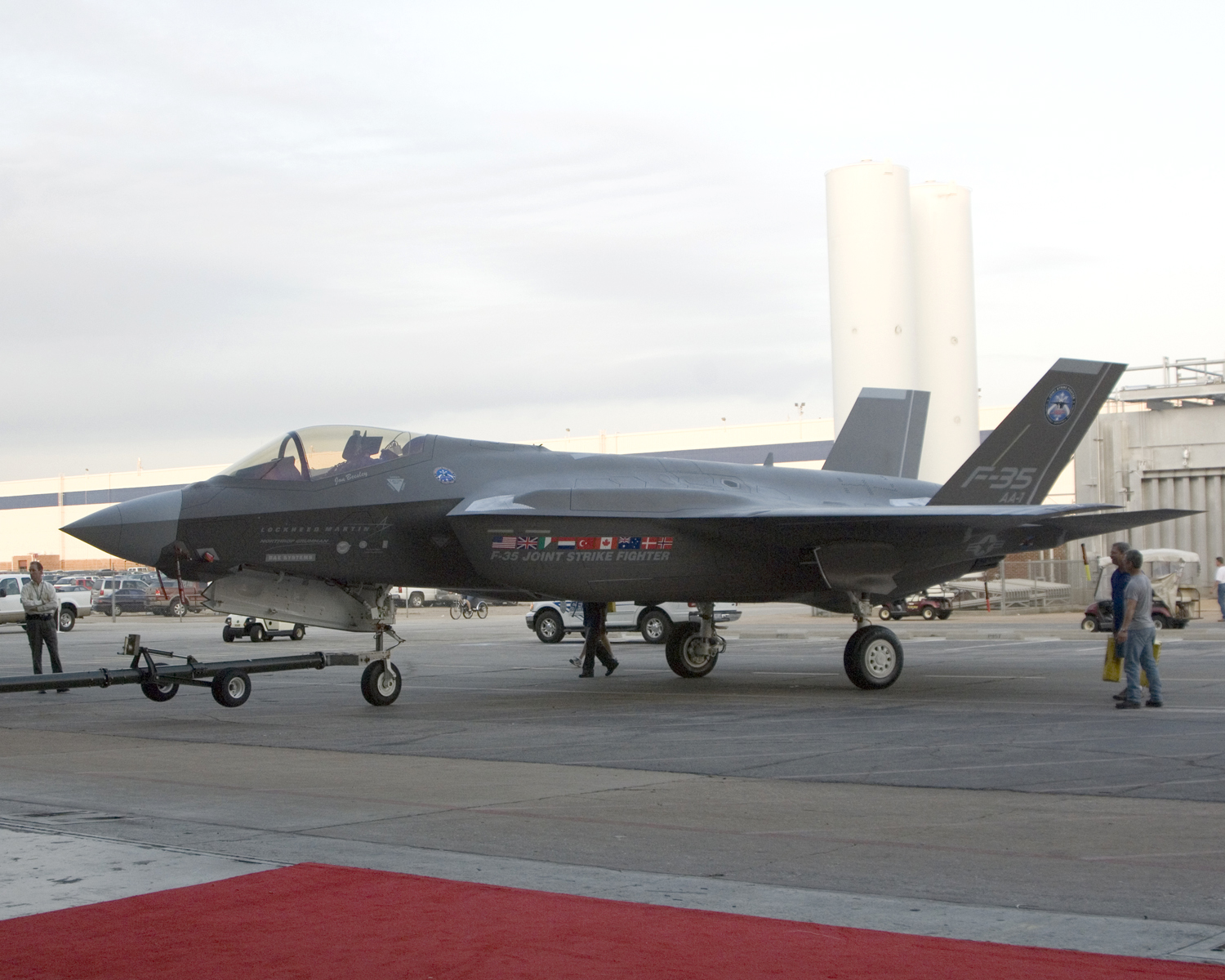
L'F-35A viene trainato durante la sua cerimonia di inaugurazione il 7 luglio 2006

L'F-35 appare più piccolo e leggermente più tradizionale del bimotore F-22 Raptor. Il progetto del condotto di scarico si è ispirato al modello 200 della General Dynamics, un aereo VTOL del 1972 progettato per le Sea Control Ship. I progettisti della Lockheed hanno lavorato assieme al Yakovlev Design Bureau che progettò l'aereo Yakovlev Yak-141 "Freestyle" negli anni novanta. La tecnologia stealth rende l'aereo difficile da individuare mentre si avvicina ai radar a corto raggio.
Rispetto alla generazione precedente, gli obiettivi di questo progetto sono di creare un velivolo:
- con tecnologia stealth a bassa manutenzione e durevole;
- con sistemi avionici integrati con i sensori per combinare le informazioni e aumentare la conoscenza del pilota sulla situazione circostante, l'identificazione e lo sgancio delle armi e l'invio veloce di informazioni ad altri nodi di controllo e comando;
- con una rete interna ad alta velocità, tra cui l'IEEE 1394[84] e fibre ottiche[85].

### Motori
Inizialmente erano stati sviluppati due diversi propulsori per l'F-35: il Pratt & Whitney F135 e il General Electric/Rolls-Royce F136, il secondo, nonostante le proteste di Rolls-Royce che comunque rimane responsabile per la costruzione/integrazione del gruppo trasmissione/ventola per la versione STOVL ad atterraggio verticale, è stato annullato.

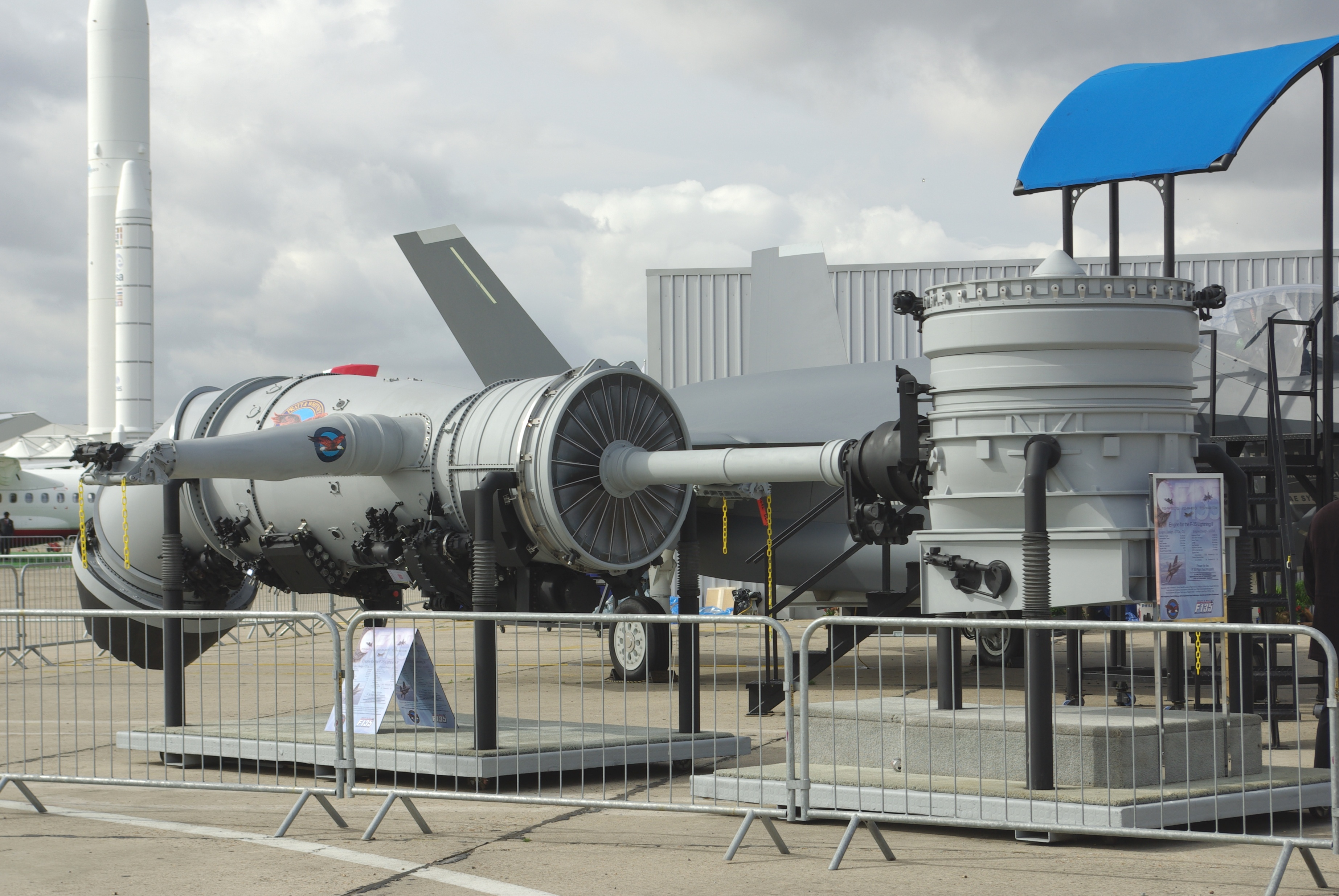
Il Rolls-Royce LiftSystem in mostra al salone aeronautico di Parigi del 2007

Il sistema di decollo verticale, della versione STOVL (Short Take Off Vertical Landing) è composto dal motore, una turboventola a basso rapporto di diluizione con postbruciatore come su un normale aereo da combattimento, fornito di un ugello di coda dotato di un particolare meccanismo di rotazione che permette di orientare il flusso dei gas di scarico verso il basso, e da una ventola anteriore verticale a due stadi controrotanti, posta subito dietro l'abitacolo; quando questa viene innestata all'albero della turbina di bassa pressione del motore, attraverso un albero e un giunto di collegamento, trasforma il propulsore in una sorta di turboventola ad alto rapporto di diluizione a flussi separati ottenendo, grazie al miglior rendimento di questo tipo di propulsore, un surplus di spinta che viene utilizzato per il sostentamento verticale della parte anteriore e centrale del velivolo. Il controllo del rollio viene effettuato deviando aria pressurizzata, spillata dal compressore a bassa pressione, verso ugelli posti sotto le ali. Il motore produce una spinta di 128,1 kN a secco e 191,3 kN (213,5 kN al decollo) con post-combustione inserita; quando la ventola anteriore è innestata, la spinta a secco diventa di 80 kN dall'ugello di coda, 89 kN dalla ventola anteriore verticale e 8,7 kN da ciascuno dei due ugelli per il controllo laterale, per un totale di 186,4 kN.
Rispetto alla normale turboventola ad alto rapporto di diluizione a flussi separati utilizzata sull'Harrier, questo sistema di propulsione presenta il vantaggio che, una volta disinnestata la ventola anteriore, può essere utilizzato anche a velocità supersonica. Inoltre il raffreddamento aggiuntivo dei gas di scarico operato dal maggior lavoro, sottratto loro dalla turbina a bassa pressione per il funzionamento della ventola anteriore, diminuisce la quantità di aria ad alta velocità e a elevata temperatura che viene proiettata verso il basso durante il decollo, aria calda che può danneggiare i ponti delle portaerei e le piste di decollo.

### Sistemi e impianti

#### Abitacolo

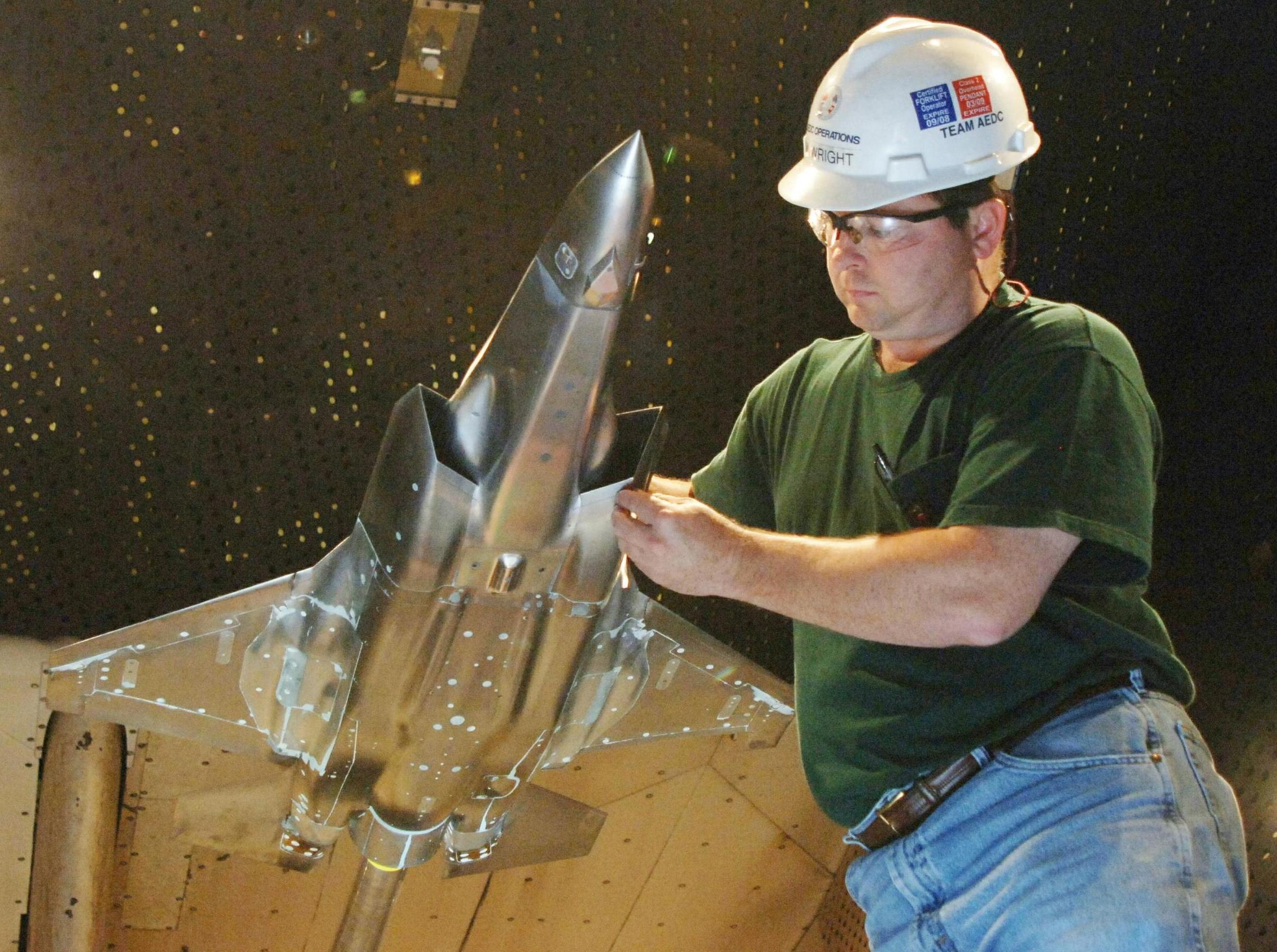
Un modello di F-35 per i test nella galleria del vento nell'Arnold Engineering Development Center

L'F-35 possiede un display di tipo "panoramic cockpit display (PCD)" con dimensioni di 50 x 20 cm. Un sistema di riconoscimento vocale permette di aumentare le capacità del pilota di interagire con il velivolo. L'F-35 sarà il primo aereo ad ala fissa operativo a usare questo sistema, anche se soluzioni simili sono state utilizzate nell'AV-8B e sperimentati in altri aerei, come l'F-16 VISTA.
Un sistema di visualizzazione sull'elmetto sarà integrato in tutti i modelli dell'F-35. Anche se alcuni caccia di quarta generazione (come lo svedese Saab JAS 39 Gripen) hanno questo sistema assieme a un visore a testa alta (HUD), l'F-35 sarà il primo caccia moderno a essere progettato senza dotazione di HUD.
Il pilota può manovrare l'aereo tramite un sidestick sul lato destro e una manetta per il controllo della spinta a sinistra.
In tutte le varianti dell'F-35 sarà impiegato il sedile US16E, costruito dalla Martin-Baker, che soddisfa i requisiti di prestazioni e impiega un sistema a doppia catapulta contenuto in binari laterali.

#### Sensori

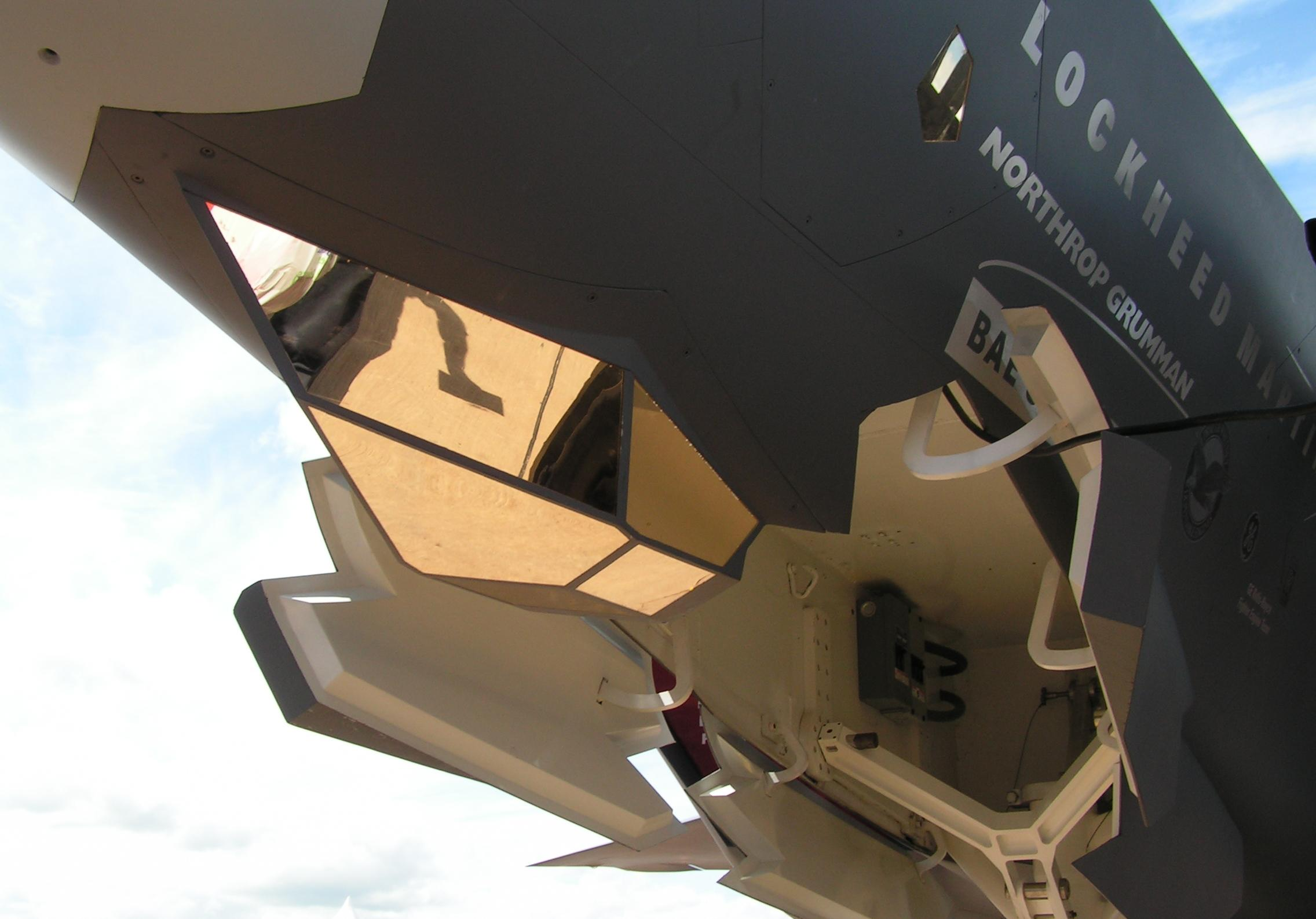
Il Sistema Integrato di Puntamento Elettro-Ottico (EOTS) sotto il muso di un modello dell'aereo

Il sensore principale è il radar APG-81, progettato dalla Northrop Grumman Electronic Systems. Verrà integrato dal sistema elettro-ottico di puntamento, montato sotto il muso dell'aereo e progettato dalla Lockheed Martin e dalla BAE. Lungo tutto l'aereo sono distribuiti ulteriori sensori elettro-ottici, come parte del sistema AN/AAS-37 che funge da sistema di allerta per il lancio di missili e può aiutare la navigazione e le operazioni notturne.

#### Software
il sistema software che gestirà l'aereo sarà costituito da 8,3 milioni di linee di codice e consentirà di gestire i controlli di volo, le funzionalità del radar, comunicazioni, navigazione, identificazione, gestire gli attacchi elettronici, integrare i dati dei sensori, dispiegare le armi. Il software dell'F22 raptor, primo aereo di quinta generazione, ha "solo" 2 milioni di righe di codice.
Lo sviluppo del software verrà effettuato tramite 6 release denominati block:
- Block 1A / 1B. Il block 1 comprende il 78% delle 8,3 milioni di linee di codice sorgente richieste per la piena capacità militare. Il blocco 1A sarà la configurazione per il training di base, il blocco 1B fornirà i primi livelli di sicurezza.
- Block 2A. Il block 2A comprende l'86% del codice previsto e consentirà fusione off-board, link dati, attacchi elettronici e definizione delle missioni.
- Block 2B. Il block 2B comprende l'87% del codice previsto e fornirà le funzionalità iniziali di guerra.
- Block 3i - il block 3i comprenderà l'89 per cento del codice previsto e fornirà le stesse capacità tattiche del blocco 2B. La principale differenza tra 2B e 3i è l'implementazione di nuovi hardware, in particolare il processore integrato di aggiornamento.
- Block 3F. Il block 3F fornisce il 100 per cento del software richiesto per la completa capacità militare[98].

### Sistemi d'arma

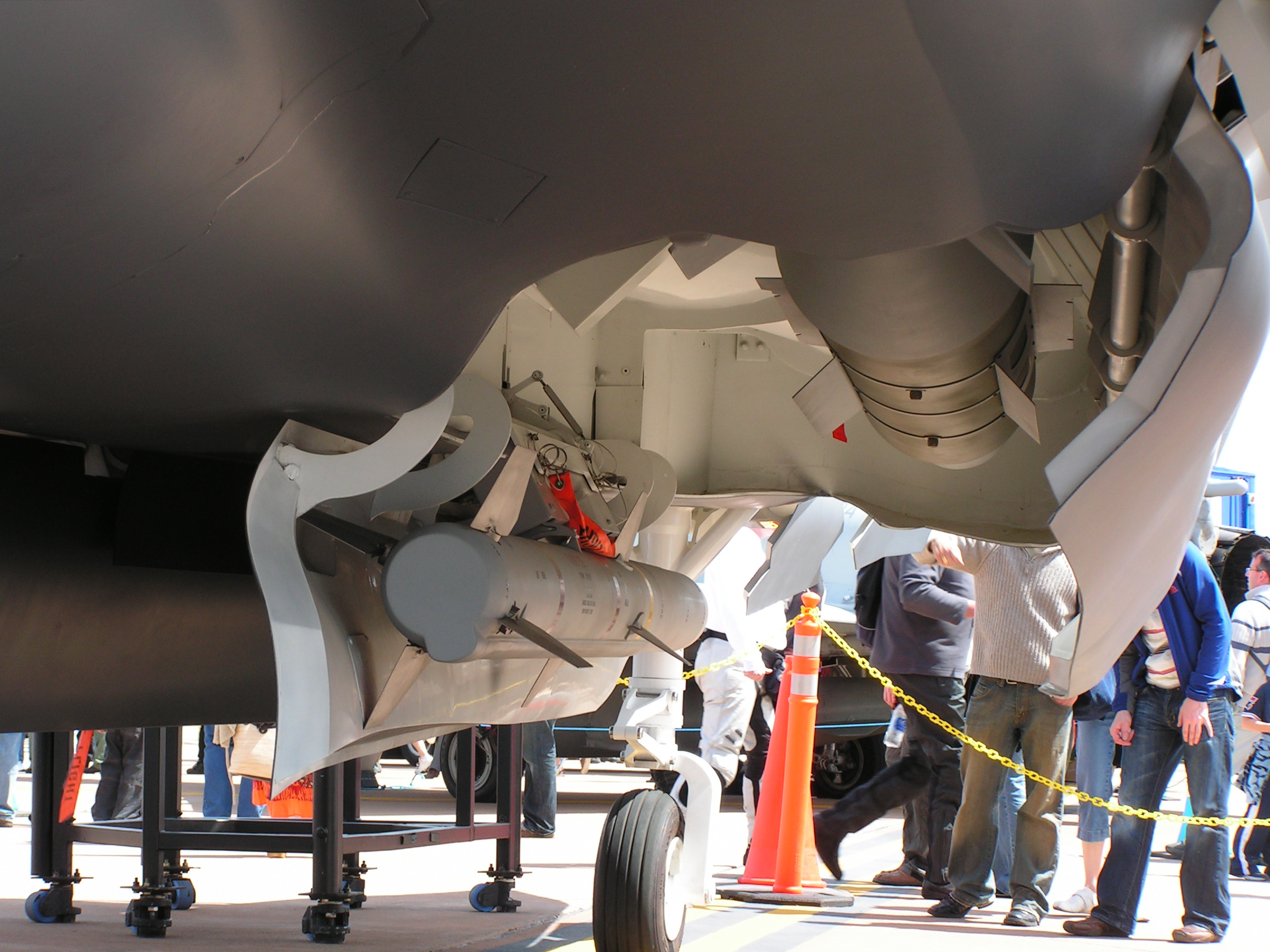
Stiva delle armi di un modello dell'aereo

L'F-35 impiega un cannone a quattro canne GAU-22/A da 25 mm. Il cannone è montato internamente con 180 colpi nella variante F-35A, mentre nelle altre varianti F-35B e C è disponibile in un pod esterno (stealth) con 220 colpi.
Nelle due stive interne possono essere inserite varie combinazioni di armamenti, come due missili aria-aria e due armi aria-terra (fino a due bombe da 910 kg - 2 000 lb nei modelli A e C; due bombe da 450 kg - 1 000 lb nel modello B). L'armamento impiegabile include missili AIM-120 AMRAAM, AIM-132 ASRAAM, la Joint Direct Attack Munition (JDAM) fino a 2 000 lb (910 kg), la Joint Standoff Weapon (JSOW), le bombe GBU-39 (un massimo di quattro in ogni stiva), i missili Brimstone, le munizioni a grappolo (WCMD) e i missili AARGM-ER, della Orbital ATK, che sono la versione con nuovo triplo sistema di guida, raggio d'azione raddoppiato e dimensioni compatibili con la stiva interna dell'F-35A e C, del precedente AGM-88 HARM. Il missile aria-aria MBDA Meteor è in fase di adattamento per essere alloggiato negli F-35. Originariamente il Regno Unito ha pianificato di posizionare internamente quattro missili AIM-132 ASRAAM, ma i piani sono stati modificati per caricare due missili ASRAAM internamente e altri due esternamente.
Possono essere agganciati altri missili, bombe e serbatoi di carburante ai quattro piloni alari e nelle due posizioni sulle punte delle ali, con lo svantaggio di rendere l'aereo più rilevabile dai radar. Sull'estremità delle ali possono essere inseriti solo missili di tipi AIM-9X Sidewinder, mentre i missili AIM-120 AMRAAM, Storm Shadow, AGM-158 JASSM e i serbatoi di carburante possono essere inseriti nei piloni alari. Impiegando le posizioni interne ed esterne potrebbe essere impiegata una configurazione aria-aria con oltre otto AIM-120 e due AIM-9, oppure una configurazione aria-terra con sei bombe da 2000 lb, due AIM-120 e due AIM-9. Con la sua capacità di carico, l'F-35 può trasportare più armi aria-aria e aria-terra dei suoi predecessori.
Il velivolo potrà inoltre essere equipaggiato con bombe nucleari B61.

## Partecipazione internazionale al progetto
Oltre agli Stati Uniti, il principale cliente e finanziatore, hanno contribuito anche Regno Unito, Italia, Paesi Bassi, Canada, Turchia, Australia, Norvegia e Danimarca con un totale di 4 375 milioni di dollari nella fase di sviluppo. I costi totali sono stimati in più di 40 miliardi di dollari, coperti in gran parte dagli Stati Uniti, mentre l'acquisto dei 2 400 esemplari previsti è stimato in ulteriori 200 miliardi di dollari. Le nove nazioni partner principali prevedono di acquistare più di 3 100 esemplari entro il 2035.
Ci sono tre livelli di partecipazione internazionale che riflettono l'impegno finanziario comune nel programma, la quantità di tecnologia trasferita e l'ordine con il quale le nazioni possono ottenere esemplari di produzione. Il Regno Unito è l'unico partner di "livello 1", con un contributo di 2,5 miliardi di dollari, pari al 10% dei costi di sviluppo. I partner di "livello 2" sono l'Italia, che contribuisce con $1 miliardo, e i Paesi Bassi con un contributo di $800 milioni. I partner di "livello 3" sono Canada ($440 milioni), Turchia ($175 milioni), Australia ($144 milioni), Norvegia ($122 milioni) e Danimarca ($110 milioni). Israele e Singapore partecipano al programma in qualità di "Security Cooperative Participants".
L'Italia ha contribuito per il 4,1% alle fasi di progettazione e sviluppo degli F-35.
Alcuni dei partner internazionali hanno esitato negli impegni del programma JSF, alludendo o minacciando l'abbandono del JSF a favore di altri velivoli come l'Eurofighter Typhoon, il Saab JAS 39 Gripen o il Dassault Rafale. La Norvegia ha lanciato vari avvertimenti su una possibile interruzione del sostegno finanziario in mancanza di sostanziali garanzie su un incremento nella quota industriale.
Le uniche forze aeree interessate alla versione B sono lo United States Marine Corps degli Stati Uniti, l'Aeronautica Militare e l'Aviazione Navale della Marina Militare Italiana, la Royal Air Force e la Fleet Air Arm della Gran Bretagna. Nel 2010 La Gran Bretagna, nell'ambito della revisione dei programmi della difesa attuata dall'allora neo-insediato governo Cameron aveva annunciato l'intenzione di abbandonare completamente la versione B, scegliendo in sua vece la versione C, e di voler modificare di conseguenza le portaerei in costruzione della Classe Queen Elizabeth da STOVL a CATOBAR. Tuttavia nel maggio del 2012 una nuova analisi dei costi e dei tempi per realizzare le pesanti modifiche sulle predette portaerei, oltre ai mancati ritorni per l'industria motoristica nazionale, ha indotto lo stesso governo Cameron a ritornare sui suoi passi e a riconfermare l'acquisizione della versione B.
La Marina Italiana, poiché la portaerei Cavour ha un ponte di volo troppo corto per ospitare caccia a decollo convenzionale e non essendovi al mondo alcun altro STOVL in via di sviluppo, sostituirà gli attuali AV-8B Harrier II della Marina Militare con l'F-35B.
Tra il 3 e il 5 febbraio 2016 un F-35A Lightning II dell'AMI ha effettuato il primo volo transatlantico di un F-35, volando dall'aeroporto di Cameri fino alla base aerea della Marina militare statunitense di Patuxent River, nel Maryland, con una sosta a Lajes das Flores, nelle Azzorre e con rifornimento in volo da parte di un Boeing KC-767. Il velivolo utilizzato per il volo, denominato AL-1, è il primo completamente costruito in Italia nella Final Assembly & Check-Out (F.A.C.O.) di Cameri.
Con l'acquisto dei sistemi missilistici russi S-400 la Turchia è stata posta dagli Stati Uniti fuori dal programma F-35; i due esemplari forniti verranno riutilizzati in altro modo, il personale turco rimpatriato, le aziende turche che avevano ottenuto la certificazione di abilitazione alla fornitura di materiali rimpiazzate aumentando la quota di componentistica prodotta da altre aziende; rimane il trasferimento di tecnologia e di conoscenza che i turchi hanno dichiarato di voler mettere a frutto con un proprio programma nazionale. Successivamente, il Pentagono ha assegnato a Lockheed Martin un contratto "di rimodulazione" di 861,7 milioni di dollari per riacquistare otto F-35A Lot 14, inizialmente destinati alla Turchia, e per finanziare altri sei aerei dello stesso lotto da destinare all'USAF.

## Impiego operativo
Nel febbraio 2013 il Pentagono decideva di sospendere tutti i voli dell'aereo dopo che sulla turbina di uno degli F-35 era stata rilevata una frattura. Il 1º marzo 2013 la USAF confermava che tutti i voli sarebbero ripresi, essendo stato appurato in sede d'indagine tecnica che la suddetta rottura era dovuta all'eccesso di esposizione a parametri estremi a cui era stata sottoposta la turbina, che quindi non necessitava di una riprogettazione.
Nel luglio 2014 il Dipartimento della Difesa degli Stati Uniti ha bloccato tutti i voli degli F35 in seguito a un principio d'incendio durante il decollo dalla base di Eglin, in Florida. Il blocco è stato revocato meno di una settimana dopo.
Nel giugno del 2015 l'F-35A partecipava all'esercitazione "Green Flag", con manovre durante le quali gli aerei mettevano alla prova la loro capacità di attacco su aree densamente difese da caccia intercettori e missili terra-aria. Durante la simulazione, l'F-35 risultava essere l'unico aereo a non subire abbattimenti.
Nel giugno 2016 effettuava una simulazione di combattimento con gli F-15, riportando uno score di 0 a 8: nessun F-35 abbattuto contro 8 F-15 abbattuti.
Il 2 agosto 2016 il gen. Hawk Carlisle dichiarava, per l'F-35A Lightning II, lo status di 'combat ready', la IOC "Initial Operational Capability" (cioè l'aver "raggiunto la capacità operativa iniziale") e la FOC "Full Operational Capability" verrà raggiunta dopo i test sul block 3F del software.
Nel gennaio del 2017, l'F-35A partecipava alla "Red Flag", con scontri simulati tra caccia statunitensi e quelli dei suoi alleati. Durante i test, l'F-35 otteneva il miglior risultato fra gli aerei presenti, con un rapporto di 1 a 20 (un aereo perso ogni 20 abbattuti), definito come "senza precedenti" dal Corpo dei Marines e dall'USAF. Il risultato è stato ottenuto nonostante l'aereo usasse il software in versione "Block 3i", che contiene solo l'89% del codice previsto per la piena operatività militare, che sarà raggiunta con il "Block 3F".
Fonti giornalistiche, basate su informazioni provenienti dai servizi segreti francesi, riportavano un primo impiego operativo militare, che sarebbe avvenuto nella notte tra il 12 e il 13 gennaio 2017, in un'incursione aerea compiuta dall'aviazione militare israeliana sul teatro di guerra in Siria, in cui sarebbero stati dispiegati due F-35, i primi a essere stati consegnati a Israele, appena un mese prima. Durante l'operazione, destinata a colpire obiettivi nell'aeroporto militare di Mezzeh, presso Damasco, conclusasi senza aver causato alcuna vittima, sarebbero stati distrutti una rampa di missili SAM S-300 e un deposito di missili, al fine di scongiurare il rischio della consegna di questi sistemi d'arma a gruppi Hezbollah attivi in Libano. Le stesse fonti di intelligence riferivano di un'azione dimostrativa di uno dei due aeromobili durante il rientro alla base dopo il raid, un passaggio ravvicinato di avvertimento sul palazzo presidenziale di Bashar al-Assad a Damasco.
Nel luglio del 2017 l'aereo raggiungeva le 100 000 ore di volo senza la perdita di nessun velivolo per incidente, collocandosi tra gli aerei militari più sicuri.
Il primo marzo 2018 l'aeronautica militare italiana attribuisce la capacità operatività iniziale agli F-35 in dotazione al 32º Stormo di Amendola che così entrano a far parte del dispositivo di Difesa Aerea Nazionale in quanto inseriti nel Servizio di Sorveglianza dello Spazio Aereo (S.S.S.A.).
Nel maggio del 2018 l'esercito israeliano (IDF) ha dichiarato che gli F-35 sono operativi e sono stati utilizzati in due missioni di bombardamento su due differenti fronti. Israele diventa così la prima nazione ad avere usato gli F-35 in uno scenario di guerra.
Il 27 settembre 2018, in Afganistan un F-35B dell'US Marine Corps ha effettuato un attacco su posizioni dei talebani, in quella che è la prima operazione militare condotta da questa variante dell'aereo.
Il 20 gennaio 2019 Israele ha effettuato con gli F-35I un attacco in Siria, distruggendo un radar JY-27 di fabbricazione cinese. La particolarità dell'azione militare sta nel fatto che il radar JY-27 è stato progettato specificamente per individuare gli aerei stealth come l'F-35. Secondo alcune testate giornalistiche specialistiche, il radar, pur riuscendo ad individuare l'aereo, non sarebbe stato in grado di tracciarlo in modo tale da permettere ai missili terra-aria di colpirlo.
Nel mese di luglio 2019 l’ayatollah Ali Khamenei, guida suprema della Repubblica islamica dell'Iran, avrebbe rimosso dall'incarico Farzad Esmaili, numero uno dell’Aeronautica militare, per l'incapacità delle forze da lui condotte di intercettare ripetuti voli di F-35 Adir israeliani sull’Iran, in particolare su Teheran, Karaj, Isfahan, Shiraz e Bandar Abbas.
In Europa, tre aeronautiche militari hanno dichiarato (febbraio 2020) la Initial Operation Capability del velivolo: RAF, Aeronautica Militare e Royal Norwegian Air Force; a fine febbraio la RNoAF ha ridispiegato quattro velivoli in Islanda nell'ambito della NATO Icelandic Air Policing; gli F-35 norvegesi sono gli unici ad avere un paracadute frenante, per abbreviare i tempi di rallentamento durante gli atterraggi su piste ghiacciate e ventose, ma vi sono stati vari problemi nell'uso di questa capacità. Sempre nell'ambito Nato Iceland Air Policing nel giugno 2020 sei velivoli F-35 dell'Aeronautica Militare Italiana sono stati dispiegati in Islanda. Altri F-35 italiani sono stati dispiegati in Estonia nel maggio 2021. Gli F35A del 32º Stormo dell'Aeronautica Militare sono stati impiegati per la prima volta nell'Operazione Northern Lightning I in Islanda, nel 2019.
Nel corso dell'estate del 2024 un nucleo di F-35A e F-35B dell'Aeronautica Militare, e due F-35B della Marina, hanno preso parte all'esercitazione multinazionale "Pitch Black" in Australia, presso la base di Darwin, e, in un momento successivo, all'esercitazione "Rising Sun" in Giappone, nella base di Misaw. Hanno operato assieme a quello che è stato definito come un Large Force Element, composto da vari aerei da combattimento e da supporto, in un rischieramento che è stato uno dei più lontani dalle basi operative stanziali.

## Incidenti
Dal 2006 al gennaio 2025 sono 31 gli F-35 precipitati a terra.
Il 28 settembre 2018 nel sud della California un F-35B di un reparto di addestramento dell'US Marine Corps è precipitato al suolo distruggendosi, diventando il primo F-35 perso per incidente; il pilota, eiettatosi, è sopravvissuto all'incidente.
Il 9 aprile 2019 un F-35A dell'Aeronautica giapponese, decollato dalla base di Misawa, è precipitato nell'Oceano Pacifico durante un'esercitazione al combattimento aereo mentre era in volo a circa 85 miglia a nord-est dell'isola di Honshu. La perdita del velivolo ha dato il via a un'imponente operazione di recupero del relitto. L'incidente aereo è stato attribuito a un errore del pilota per disorientamento.
Nella seconda metà di novembre 2021, un F-35B della Royal Navy è precipitato in mare durante la fase di decollo dalla portaerei Queen Elizabeth, nel corso di esercitazioni nel Mediterraneo centro orientale con la US NAVY e la Marina e l'Aeronautica italiana. Il pilota si è eiettato ed è sopravvissuto. Il veicolo è stato recuperato dalla Royal Navy nei giorni successivi. Secondo indiscrezioni della stampa specializzata, in assenza di conferme ufficiali, l'incidente sarebbe stato dovuto a un errore umano, per la mancata rimozione, prima del decollo, del telo antipioggia che copriva il motore.

## Versioni
- F-35A: versione di base ad atterraggio e decollo convenzionale destinata all'USAF, per la sostituzione della flotta di F-16 e A-10 Thunderbolt II, ed altri acquirenti tra cui l'Aeronautica Militare italiana. Questa è la versione leggera ed è l'unica a montare un cannone interno GAU-22/A da 25 mm che sostituirà l'M61 Vulcan da 20 mm finora montato su i caccia dell'USAF.

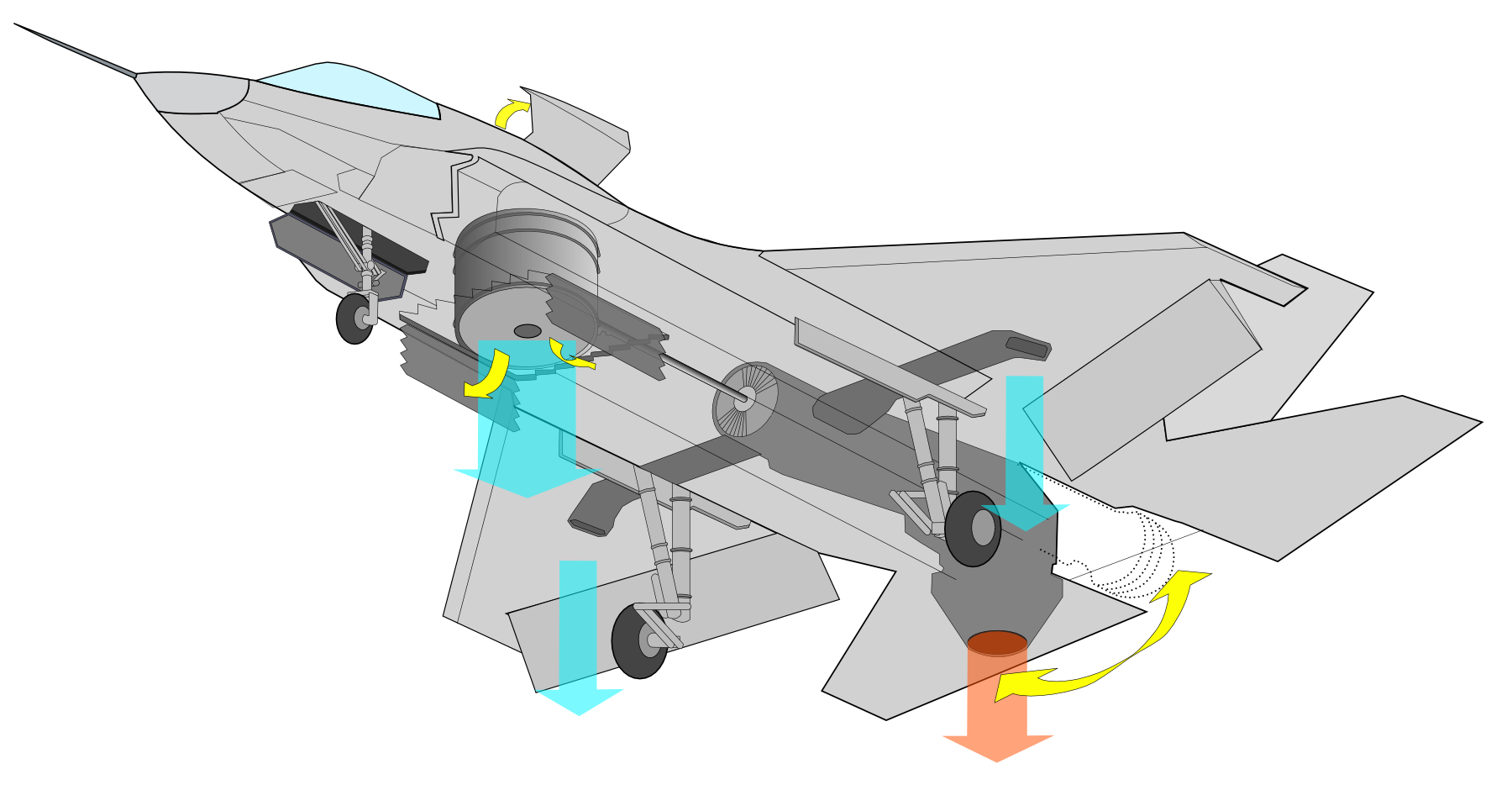
L'immagine raffigura il funzionamento degli ugelli nella versione "B", cioè in caso di atterraggio verticale

- F-35B: versione a decollo corto e atterraggio verticale (STOVL). Questa versione è destinata in particolar modo al Corpo dei Marines, alla Royal Navy, alla RAF, alla Marina Militare Italiana e all'Aeronautica Militare italiana. Il BF-6, primo modello di produzione per il corpo dei Marines, ha effettuato il volo inaugurale il 25 ottobre 2011. Il 31 luglio 2015 è stata dichiarata la IOC (Capacità Operativa Iniziale) per il corpo dei Marines. L'F-35B è quindi la prima versione a entrare in servizio attivo. Differisce dalla versione base per:
  - 1x Pratt & Whitney F135-PW-600 da 128,1 kN a secco e 191,3 kN (con postbruciatore)[87][88], ed ugello di scarico orientabile verso il basso;
  - 1x Lift Fan da 89 kN della Rolls-Royce, con flabelli mobili inferiori che permettono di orientare la spinta di 15º-30º in avanti o all'indietro rispetto alla verticale, installato dietro l'abitacolo[89]:
  - 2x ugelli per la stabilizzazione laterale posti nelle ali;
  - riduzione della capacità interna di carburante a 6 045 kg;
  - riduzione del volume utile della stiva armi interna;
  - assenza del cannone interno (previsto in un pod sotto la fusoliera);
  - sonda retrattile per il rifornimento in volo;
  - tettuccio accorciato per la presenza del Lift Fan.
  - struttura riprogettata/alleggerita nella parte posteriore dell'abitacolo al fine di posizionare la ventola aggiuntiva;
- F-35C: versione imbarcata del Lightning, operante da portaerei tutto-ponte dotate di catapulta. Dovrebbe sostituire nella US Navy le prime versioni degli F-18 Hornet. Differisce dalla versione base per:
  - 1x Pratt & Whitney F135-PW-400;
  - capacità interna del carburante di 8 901 kg;
  - assenza del cannone interno (previsto in un pod sotto la fusoliera);
  - sonda retrattile per il rifornimento in volo;
  - carrello a doppio ruotino anteriore con annessa barra di aggancio alla catapulta;
  - incremento delle dimensioni alari (apertura: 13,11 m; superficie: 57,6 m²);
  - lunghezza: di 14,48 m;
  - incremento della superficie dei piani di coda;
  - estremità alari ripiegabili per facilitare lo stivaggio.
- F-35I Adir: versione ad uso esclusivo dell'Israeli Air Force. Il governo israeliano ha infatti ottenuto da quello USA l'autorizzazione a inserire nell'F-35A forniti alla IAF alcune modifiche per consentire l'utilizzo di software ed equipaggiamenti sviluppati da Israele; in pratica gli israeliani disporranno di un canale di programmazione del software di controllo per abilitare l'utilizzo di sensori, armi ed equipaggiamenti diversi da quelli originali. Differisce dalla versione base principalmente per:
  - nuova suite potenziata EW (Electronic Warfare) Algs
  - sistemi avionici e pod da guerra elettronica
  - missili aria-aria Python-5
  - bomba di precisione Spice 1000
  - serbatoi ausiliari del tipo conforme per preservare le caratteristiche aerodinamiche e stealth;

## Utilizzatori

Opera varianti F-35A, F-35B e F-35C (Stati Uniti d'America)
Opera varianti F-35A e F-35B (Italia in servizio attivo, Giappone e Sud Corea in attesa di consegna della versione B)
Opera solo variante F-35A (Australia, Belgio, Danimarca, Finlandia, Paesi Bassi, Norvegia e Polonia)
Opera solo variante F-35B (Regno Unito)
Opera solo variante F-35i (Israele)
In attesa di consegna (Finlandia, Singapore & Svizzera)

Opera varianti F-35A, F-35B e F-35C (Stati Uniti d'America)
     Opera varianti F-35A e F-35B (Italia in servizio attivo, Giappone e Sud Corea in attesa di consegna della versione B)
     Opera solo variante F-35A (Australia, Belgio, Danimarca, Finlandia, Paesi Bassi, Norvegia e Polonia)
     Opera solo variante F-35B (Regno Unito)
     Opera solo variante F-35i (Israele)
     In attesa di consegna (Finlandia, Singapore & Svizzera)

### United States Air Force
previsti 1 763 F-35A. Al 2024, 408 esemplari in organico.

#### Air Combat Command
- 325th Fighter Wing, codice TY, Tyndall Air Force Base, Florida - Equipaggiato con F-35A
  -  95th Fighter Squadron
- 388th Fighter Wing, codice HL, Hill Air Force Base, Utah - Equipaggiato con 85 F-35A
  -  4th Fighter Squadron
  -  34th Fighter Squadron
  -  421st Fighter Squadron
- 53rd Wing, codice OT, Eglin Air Force Base, Florida - Equipaggiato con 14 F-35A
  -  31st Test and Evaluation Squadron
  -  422d Test and Evaluation Squadron
- 57th Wing, codice WA, Nellis Air Force Base, Nevada - Equipaggiato con 16 F-35A
  -  65th Aggressor Squadron
  -  6th Weapons Squadron
  -  16th Weapons Squadron

#### United States Air Forces in Europe-Air Forces Africa
- 48th Fighter Wing, codice LN, RAF Lakenheath, Regno Unito - Equipaggiato con 30 F-35A
  -  493rd Fighter Squadron
  -  495th Fighter Squadron

#### Pacific Air Forces
- 354th Fighter Wing, codice AK, Eielson Air Force Base, Alaska - Equipaggiato con 54 F-35A
  -  355th Fighter Squadron
  -  356th Fighter Squadron

#### Air National Guard
- 187th Fighter Wing, codice AL, Alabama Air National Guard - Equipaggiato con 20 F-35A
  -  100th Fighter Squadron
- 158th Fighter Wing, codice VT, Vermont Air National Guard, Burlington ANGB - Equipaggiato con 20 F-35A
  -  134th Fighter Squadron
- 115th Fighter Wing, codice WI, Wisconsin Air National Guard - Equipaggiato con F-35A
  -  176th Fighter Squadron

#### Air Education and Training Command
- 33rd Fighter Wing, codice EG, Eglin Air Force Base, Florida - Equipaggiato con 41 F-35A
  -  58th Fighter Squadron
  -  60th Fighter Squadron
- 56th Fighter Wing, codice LF, Luke Air Force Base, Arizona - Equipaggiato con 82 F-35A
  -  61st Fighter Squadron
  -  62nd Fighter Squadron
  -  63rd Fighter Squadron
  -  308th Fighter Squadron

#### Air Force Materiel Command
- 412th Test Wing, codice ED, Edwards Air Force Base, California - Equipaggiato con 10 F-35 A
  -  461st Flight Test Squadron

#### Air Force Reserve Command
- 301st Fighter Wing, codice TX, JRB Fort Worth, Texas - Equipaggiato con F-35 A
  -  457th Fighter Squadron
- 419th Fighter Wing, codice HL, Hill Air Force Base, Utah - Equipaggiato con 2 F-35 A
  -  466th Fighter Squadron
- 944th Fighter Wing, codice LF, Luke Air Force Base, Arizona - Equipaggiato con 1 F-35 A
  -  52nd Fighter Squadron

#### United States Navy
273 F-35C.
- COMOPTEVFOR, Edwards Air Force Base, California (parte del Joint Operational Test Team) - su F-35C
  -  Distaccamento del VX-9 "Vampires"
- NAWDC Patuxtent River Naval Air Station, Maryland, con un distaccamento a Fallon Air Force Base, Nevada - su F-35B e F-35C
  -  VX-23
- COMSTRKFIGHTWINGPAC, Leemore Naval Air Station, California - su F-35C
  -  VFA-125 (FRS) "Rough Riders"
  - VFA-86 "Sidewinders"
  -  VFA-97 "Warhawks"
  - VFA-115 "Eagles"
  -  VFA-147 "Argonauts"
  - VFA-151 "Vigilantes" - dal 2027

#### United States Marine Corps Aviation
353 F-35B e 67 F-35C ordinati. > Due F-35B sono stati persi, uno il 27 settembre 2018, l'altro un anno prima, si è incendiato, ma non ancora considerato fuori inventario in quanto si è provato a recuperarlo, operazione, poi, non eseguita. Il primo F-35C risulta consegnato al giugno 2019.
- MAG-11, Miramar Marine Corps Air Station, California
  -  VMFA-314"Blue Knights" - su F-35C
  - VMFA-232 "Red Devils" - dal 2029 su F-35C
  - VMFA-323 "Death Rattlers"- dal 2030 su F-35C
  -  VMFAT-502 "Nightmares"
- MAG-12, Iwakumi Marine Corps Air Station, Giappone - su F-35B
  -  VMFA-121 "Green Knights"
  -  VMFA-242 "Bats"
- MAG-13, Yuma Marine Corps Air Station, Arizona
  -  VMFA-122 "The Flying Leathernecks" - su F-35B
  -  VMFA-211 "Wake Island Avenger" - su F-35B
  -  VMFA-225 "Vikings" - su F-35B
  -  VMFA-214 "Black Sheeps"- su F-35B
  -  VMFA-311 "Tomcats" - su F-35C
- MAG-14, Cherry Point Marine Corps Air Station, Nord Carolina
  - VMFA-223 "Bulldogs" - dal 2028 su F-35B
  - VMFA-231 “Aces of Spades” - dal 2027 su F-35B
  -  VMFA-542 "Tigers" su F-35B
- MAG-31, Beaufort Marine Corps Air Station, Sud Carolina
  - VMFA-115 "Silver Eagles" - dal 2027 su F-35C
  - VMFA-224 "Bengals" - dal 2025 su F-35B
  -  VMFA-251 "Thunderbolts" su F-35C
  - VMFA-312 "Checkerboards" - dal 2028 su F-35B
  -  VMFA-533 "Hawks"
  -  VMFAT-501 "Warlords"
- MAWTS, Edwards air Force Base, California (parte del Joint Operational Test Team) - su F-35B
  -  VMX-1
- MAG-41, Marine Forces Reserve, NAS JRB New Orleans, Louisiana
  - VMFA-112 "Cowboys" - dal 2031 su F-35C
  - VMFA-134 "Smoke" - dal 2031 su F-35C

### Paesi Partner
Regno Unito

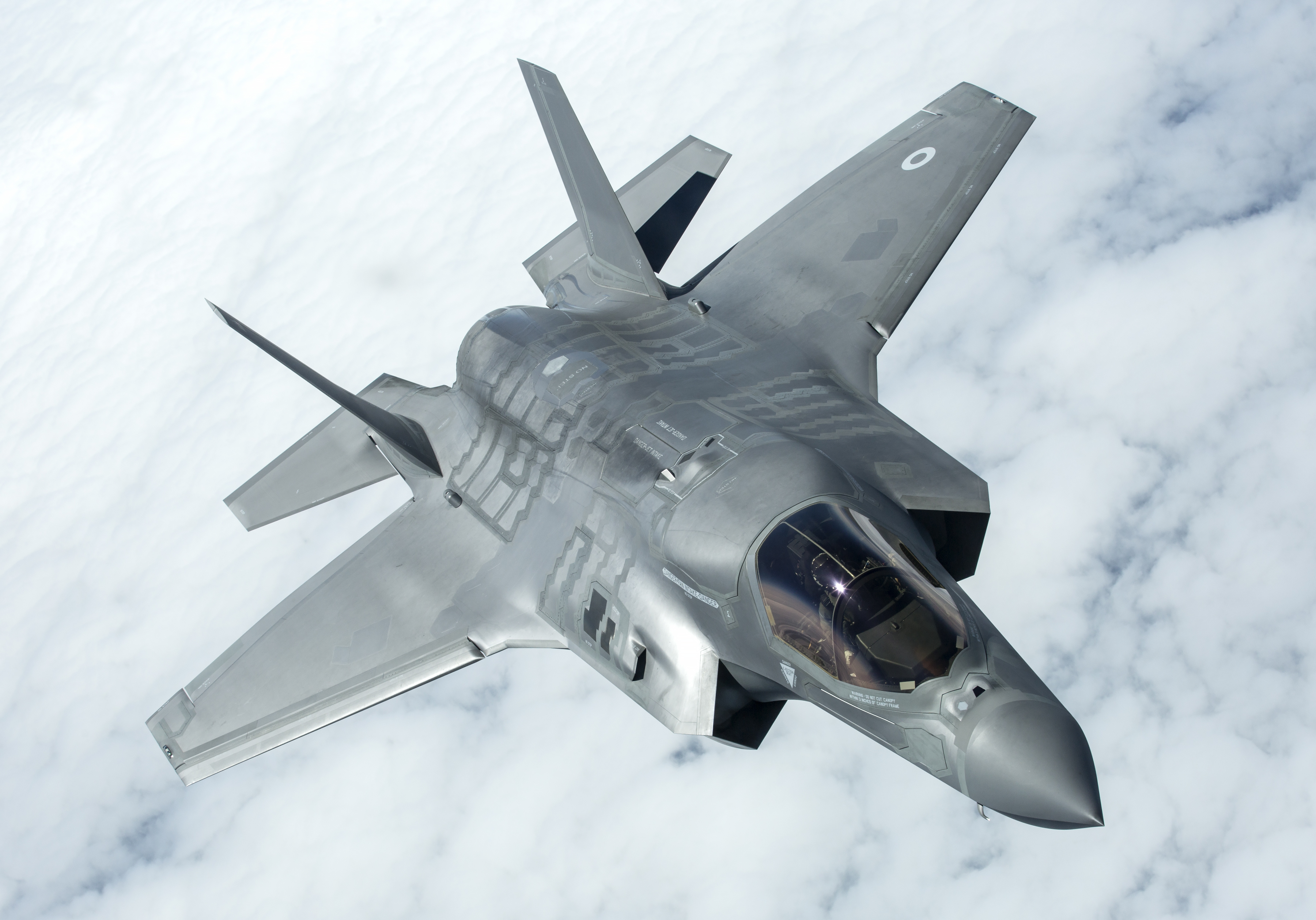
F-35B, RAF

- Royal Air Force - Fleet Air Arm (Royal Navy)

48 F-35B ordinati inizialmente (fabbisogno di 138 esemplari), più ulteriori 26 esemplari ordinati il 26 aprile 2022, che hanno portato il numero degli esemplari ordinati a 74 12 F-35A a decollo convenzionale ordinati a giugno 2025 per dotare nuovamente la RAF della capacità aerea nucleare duale attraverso l’adozione della bomba B61-12.
Gli F-35B sono assegnati:
- n.3 al Air Warfare Center - 17 Squadron (Edwards Air Force Base) California;

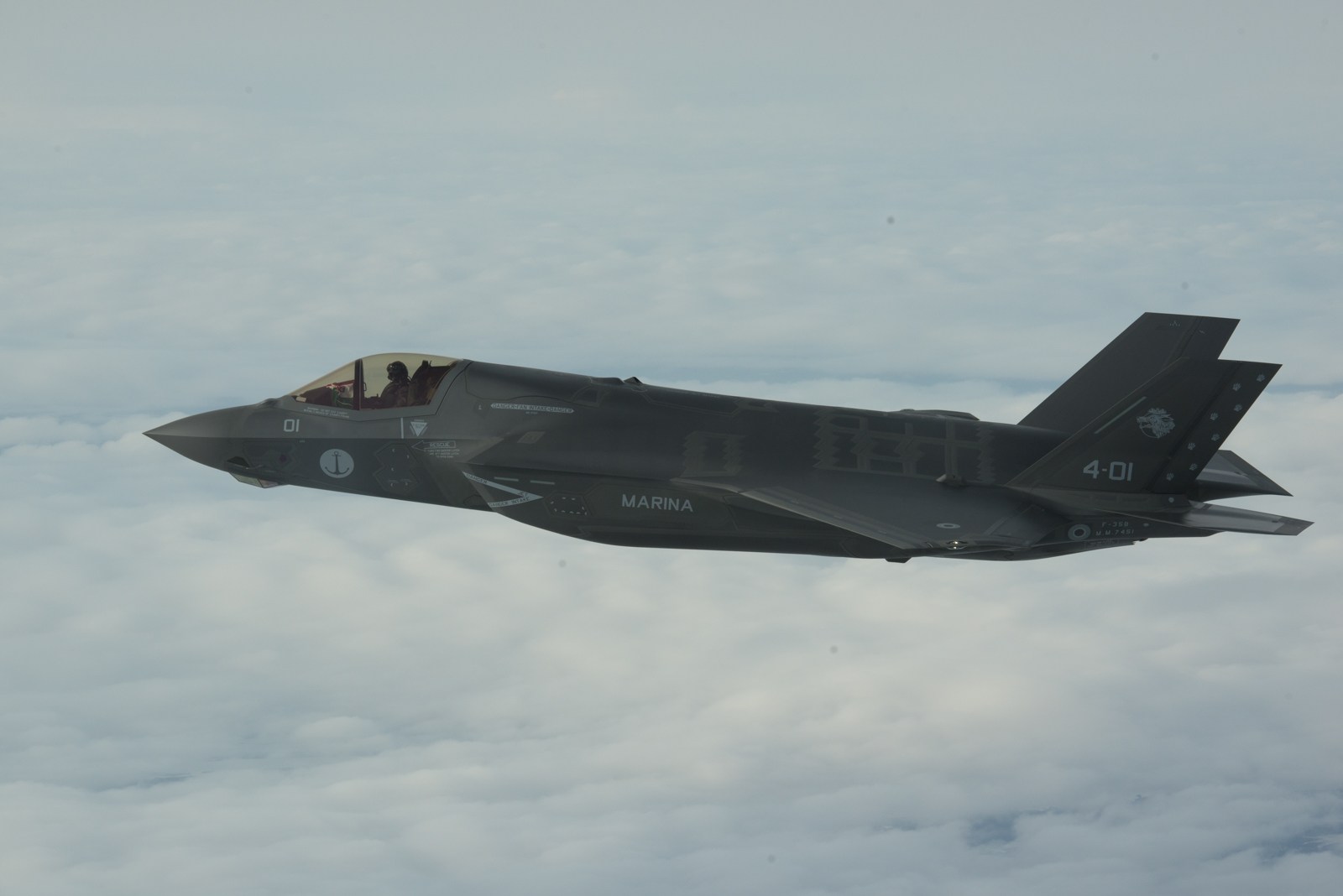
Il primo F-35B della Marina Militare in volo

- 207 Squadron, RAF Marham;
- 617 Squadron, RAF Marham.

 Italia
- Aeronautica Militare

75 F-35A + 20 F-35B ordinati con primo F-35 consegnato nel 2016. 22 F-35A + 2 F-35 B consegnati al settembre 2023.
Come si apprende dal DPP 2024-2026, l’Italia ha deciso l'acquisizione di nuovi 25 caccia multiruolo F-35. 
15 F-35A, 10 F-35B.
Che porterà il totale della flotta italiana di F-35 a 115 esemplari. (di cui n.20 saranno assegnati all'aviazione della Marina Militare).
Gli F-35A dell'Aeronautica Militare hanno conseguito la Initial Operational Capability, il 1 dicembre 2018, primi in Europa ad esprimere tale traguardo di capacità.
Gli F-35 dell'Aeronautica Militare sono stati consegnati ai seguenti Reparti:
- 13º Gruppo presso il 32º Stormo "Armando Boetto", Amendola, dotato sia di F-35A che F-35B fino al 30 giugno 2025[174][175].
- 101º Gruppo presso il 32º Stormo, Aeroporto di Amendola, dotato di F-35B dal 1° luglio 2025.
- 102º Gruppo "Giuseppe Cenni", presso il 6º Stormo di Ghedi, dotato di F-35A[176].
- 156º Gruppo con funzioni di addestramento, presso la Luke AFB, in Arizona (USA), dotato di F-35A[177].
- 154º Gruppo "Livio Bassi", presso il 6º Stormo di Ghedi, transitato sugli F-35A da luglio 2025.

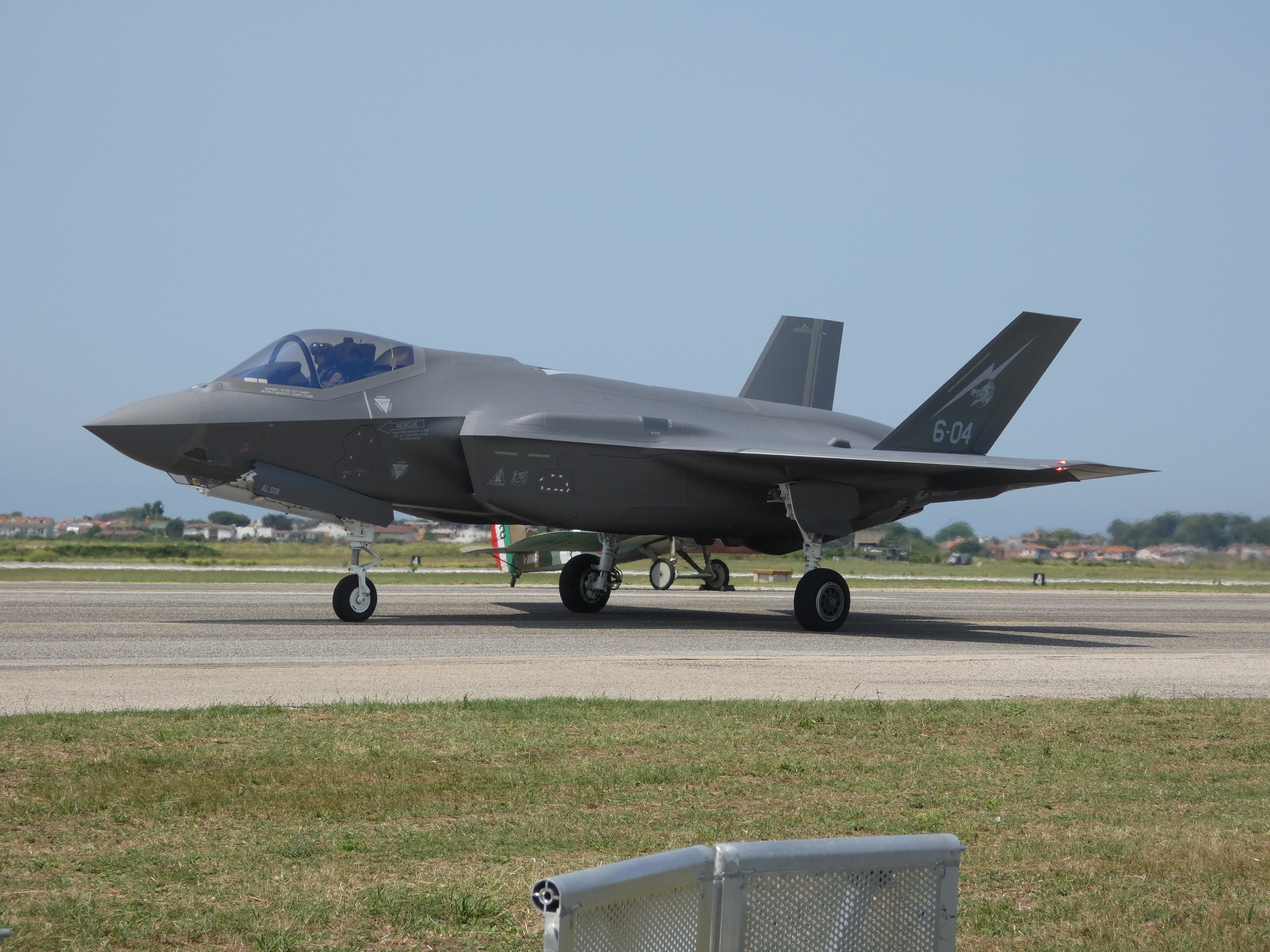
Un F-35A dell'Aeronautica Militare in servizio presso il 6º Stormo di Ghedi

- Marina Militare

20 F-35B ordinati, 6 consegnati. al Reparto
- Gruppo Aerei Imbarcati, Grottaglie - solo F-35B. Tali velivoli hanno conseguito la Initial Operational Capability (IOC) nel corso di una crociera nell'Indo-Pacifico, svolta nell'estate dell'anno 2024.[187]

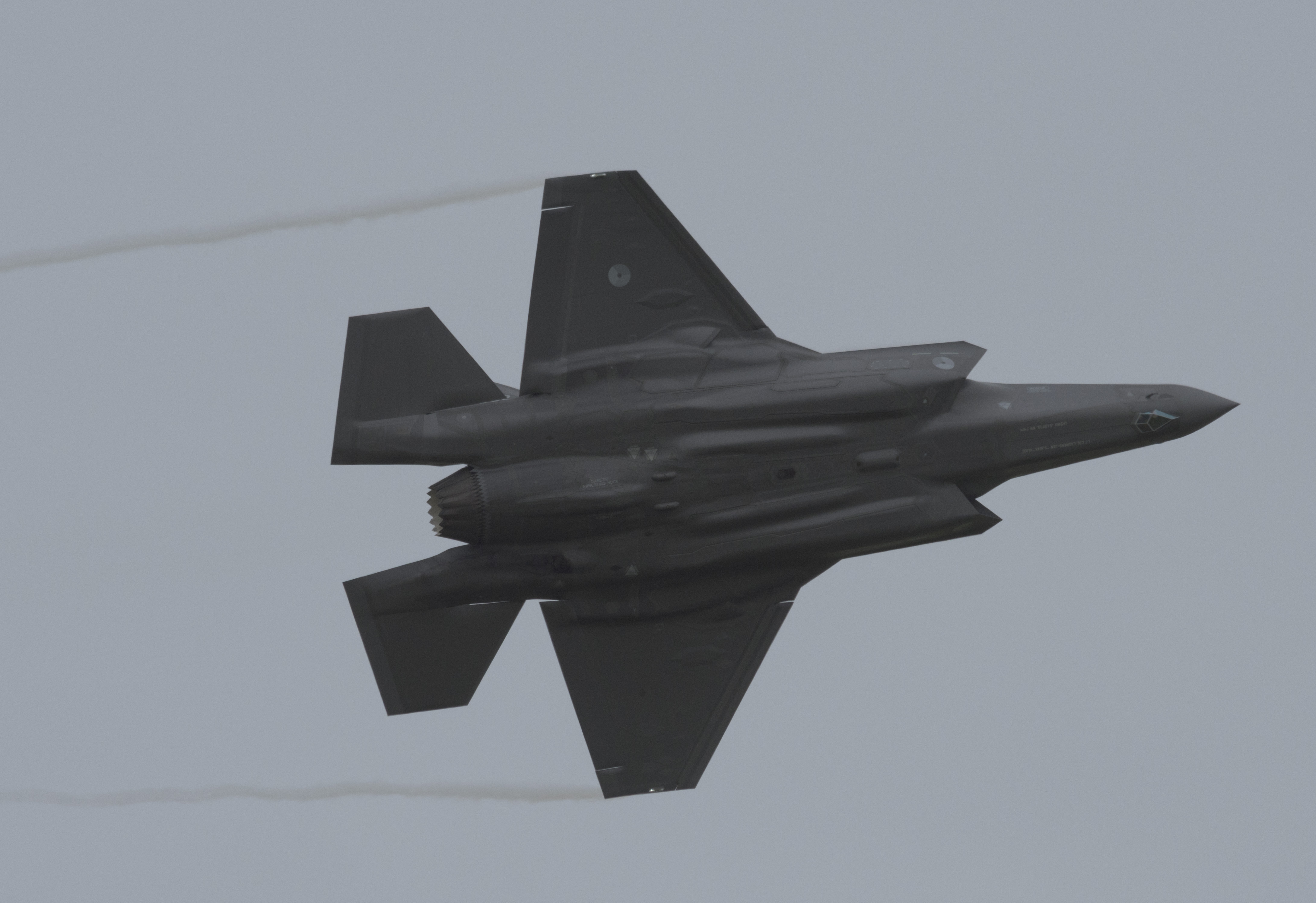
F-35, Koninklijke Luchtmacht

 Paesi Bassi
- Koninklijke Luchtmacht

37 F-35A ordinati. Dei 37 aerei, 8 sono stati consegnati direttamente dalla linea di montaggio Lockheed Martin, 29 invece, saranno costruiti in Italia da Leonardo nella FACO di Cameri. Ad ottobre 2019 la difesa olandese ha confermato l'acquisto di ulteriori 9 aerei, che porterà il totale degli F-35 da consegnare a 46. Un ordine di ulteriore 6 aerei, approvato a giugno 2022, ha portato a 52 il totale dei velivoli ordinati. I velivoli sono stati assegnati ai seguenti Reparti:
- 308 Squadron, Luke Air Force Base, Arizona;
- 313 Squadron, Volkel;
- 322 Squadron, Leeuwarden;
- 323 Squadron, Luke Air Force Base, Arizona.

 Turchia
- Türk Hava Kuvvetleri

30 F-35A ordinati (più opzione per altri 70), il primo di quelli che erano destinati alla Turchia ha volato il 10 maggio 2018.. Il primo esemplare è stato presentato il 21 giugno 2018. I due esemplari in procinto di essere trasportati dagli USA, esemplari che non avevano mai lasciato gli Stati Uniti, sono stati trattenuti e girati ad altri acquirenti poiché la Turchia, con l'acquisto dei sistemi missilistici russi S-400, è stata esclusa dal programma, e nessuna consegna dovrebbe avere luogo e, oltre all'esclusione della fornitura dei mezzi finiti, sono stati esclusi dal programma anche i fornitori turchi della componentistica.
- 7° Base Principale Jet (7’inci Ana Jet Üs’sü), Malatya:
  - 171º Gruppo "Corsari" (171 Filo "Korsan");
  - 172º Gruppo "Falchi" (172 Filo "Sahin").F-35, Royal Australian Air Force

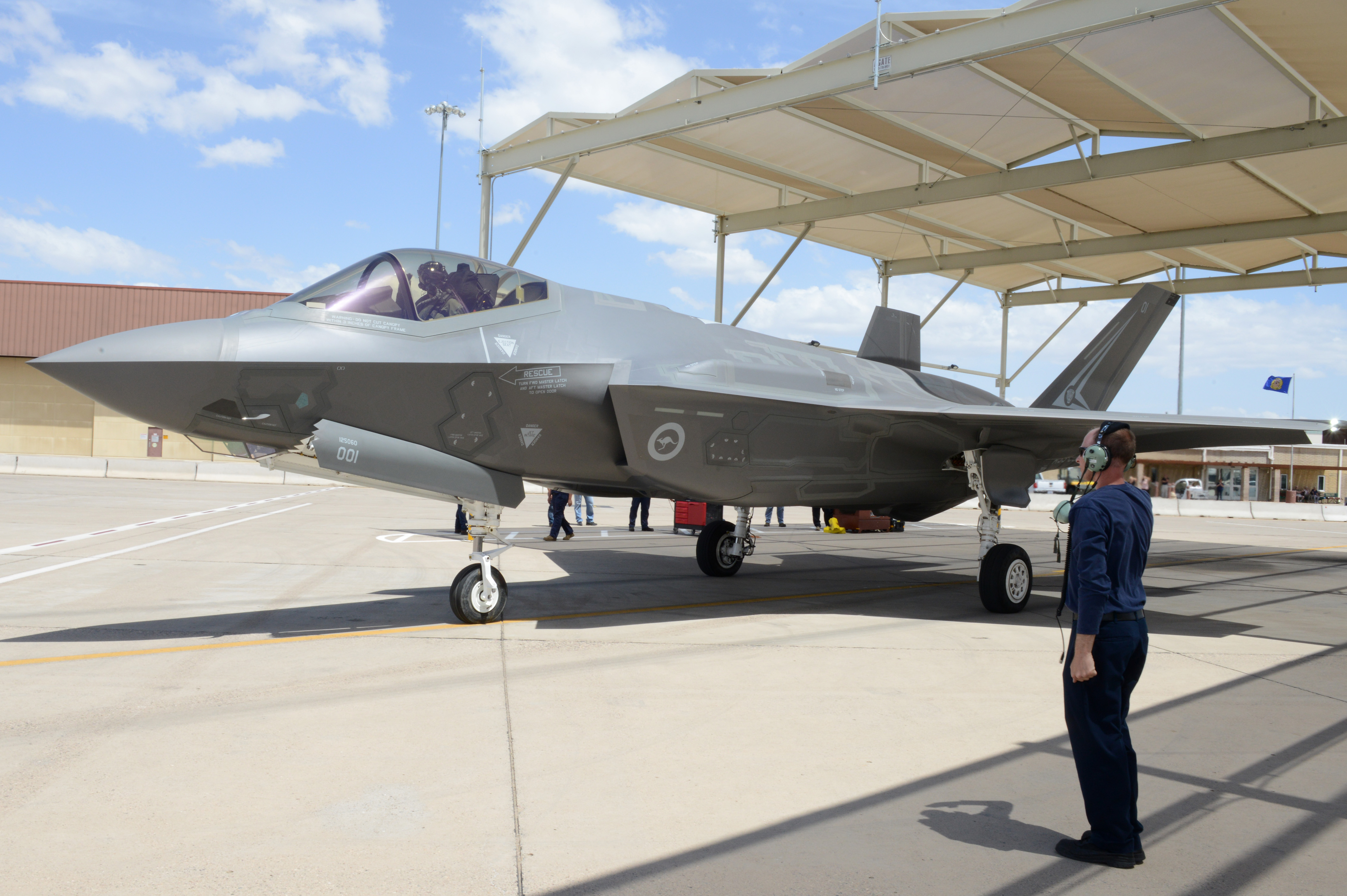
F-35, Royal Australian Air Force

 Australia
- Royal Australian Air Force

72 F-35A ordinati. Le consegne dei 72 aerei, iniziate a dicembre 2018, sono state completate il 18 dicembre 2024 con la consegna degli ultimi nove esemplari.
- - 81st Wing, Williamston (Nuovo Galles del Sud), con distaccamenti a Butterworth (Malaysia) - su F-35A
    - 3 Squadron
    - 77 Squadron (in fase di attivazione)

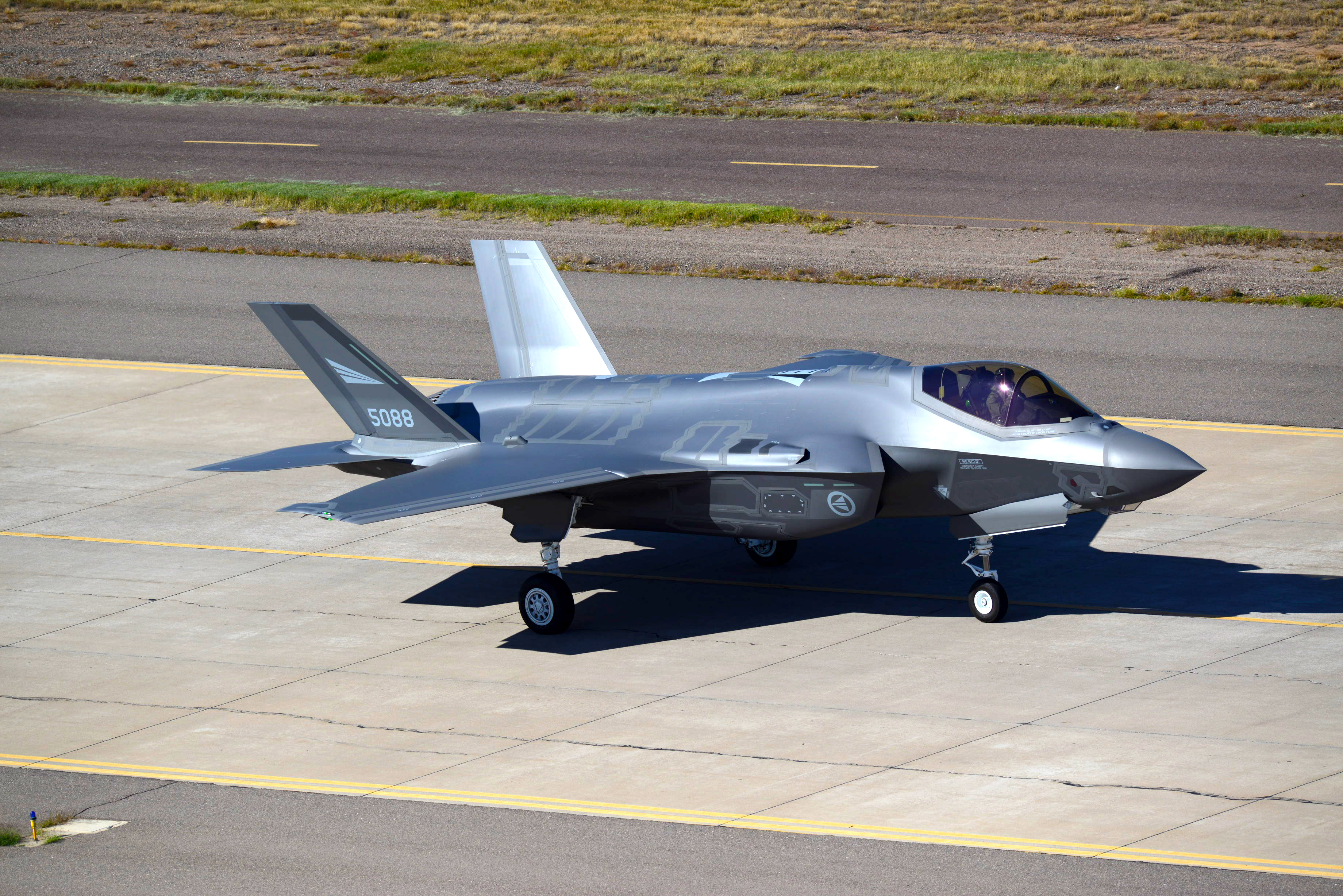
F-35 Lightning II, Kongelige Norske Luftforsvaret

 Norvegia
- Kongelige Norske Luftforsvaret

52 F-35A ordinati. Consegne iniziate nel 2015 e terminate con la consegna degli ultimi due dei cinquantadue esemplari ordinati il 1 aprile 2025.
 Danimarca
- Flyvevåbnet

27 F-35A ordinati a giugno 2016. Il primo aereo è stato consegnato il 7 aprile 2021.
 Canada
- Canadian Forces Air Command

Il 28 marzo 2022 il Canada ha selezionato l’F-35A della Lockheed Martin come offerta per il nuovo aereo da combattimento che prevede l’acquisto di 88 velivoli per sostituire i suoi Boeing CF-18 Hornet con una spesa prevista di 19 miliardi di dollari canadesi (15 miliardi di dollari USA). Ordine per 88 F-35A ufficialmente formalizzato il 9 gennaio 2023, con consegne previste tra il 2026 e il 2032.

### Security Cooperative Participants

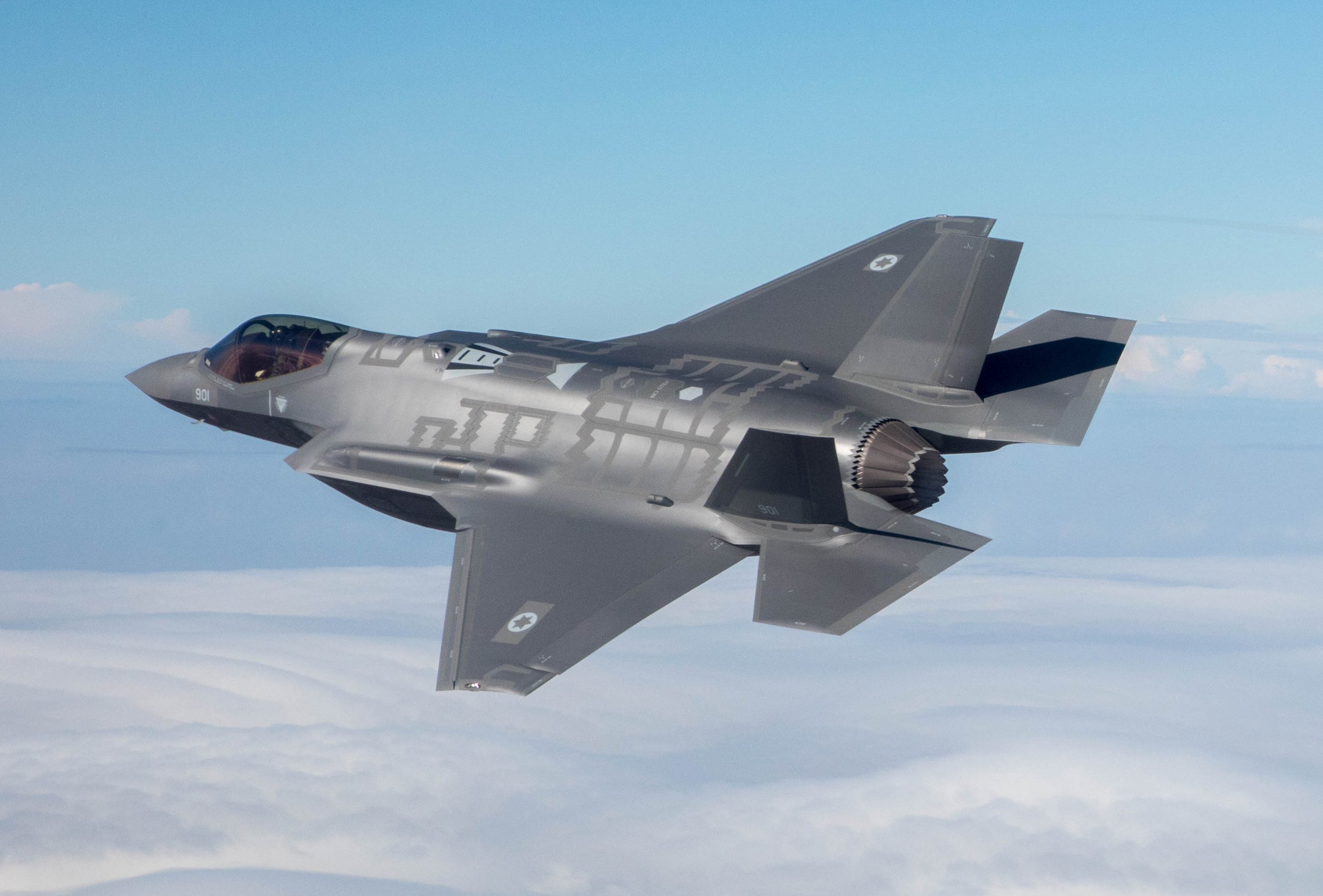
F-35I, Heyl Ha'Avir

Israele
- Heyl Ha'Avir

50 F-35I ordinati al marzo 2017 ed in fase di consegna. Il 4 giugno 2024, il Governo israeliano ha ordinato ulteriori 25 F-35I che porterà a 75 il numero degli esemplari da consegnare.
- - 28ª Base Aerea (באצ'ה 28 - Bacha 28), Nevatim - su F-35i
    - 116º Gruppo "Leoni del Sud" (116 טייסת - Tayeset 116)
    - 117º Gruppo "Primo Gruppo Jet" (117 טייסת - Tayeset 117) - in fase di attivazione
    - 140º Gruppo "Aquila d'Oro" (140 טייסת - Tayeset 140)

 Singapore
- Aeronautica militare della Repubblica di Singapore

12 F-35B selezionati nel 2019, accordo siglato nel marzo 2020 per soli 4 F-35B (più un'opzione per ulteriori 8 aerei) con consegne previste tra il 2025 e il 2026. Ulteriori 8 F-35B ordinati nel 2023. 8 F-35A ordinati a marzo 2025.

### Altri utilizzatori
Belgio
- Componente aerea dell'armata belga

34 F-35A ordinati. Primo esemplare consegnato negli USA il 3 dicembre 2024. Nel luglio 2025, il Ministero della Difesa belga ha confermato l'acquisto di altri 11 F-35A, portando la flotta totale a 45 velivoli.
 Corea del Sud
- Republic of Korea Air Force

40 F-35A ordinati nel dicembre 2017, e consegnati tra il 2018 ed il gennaio 2022. Un esemplare è rimasto gravemente danneggiato il 4 gennaio 2022 per un bird strike durante il decollo; non è ancora chiaro se verrà ritirato o riparato e rimesso in servizio. Un ordine per ulteriori 20 F-35 è stato comunicato ad aprile 2023 e definitivamente approvato a fine dicembre dello stesso anno.
- - 17º Stormo Caccia (제17전투비행단 - je17jeontubihaengdan), Cheongju - su F-35A
    - 151º Gruppo Caccia (제151전투비행대대 - je151jeontubihaengdaedae)
    - 152º Gruppo Caccia (제152전투비행대대 - je152jeontubihaengdaedae)
    - 156º Gruppo Caccia (제156전투비행대대 - je156jeontubihaengdaedae) - in fase di attivazione

 Finlandia
- Suomen ilmavoimat

Il 10 dicembre 2021, la Finlandia ha selezionato l'F-35A quale nuovo caccia, con un fabbisogno di 64 esemplari da consegnarsi a partire dal 2026. Il contratto per 64 F-35A da consegnarsi tra il 2026 e il 2030 è stato firmato l'11 febbraio 2022.
 Germania
- Luftwaffe
  - Taktisches Luftwaffengeschwader 33

Il 28 luglio 2022, il Dipartimento di Stato americano ha dato il via libera alla vendita di 35 F-35A alla Germania per 8,4 miliardi di dollari (incluse munizioni, logistica e apparecchiature), con entrata in servizio prevista per il 2030. Tali velivoli sostituiranno, nei compiti di deterrenza nucleare, la flotta di Tornado del Taktisches Luftwaffengeschwader 33 a Büchel. Il 14 dicembre 2022 la Commissione Bilancio del parlamento tedesco ha dato il via libera al Ministero della Difesa tedesco per l'acquisto di 35 caccia F-35 della statunitense Lockheed Martin. I velivoli costeranno 9,9 miliardi di Euro.
 Giappone
- Japan Air Self-Defense Force

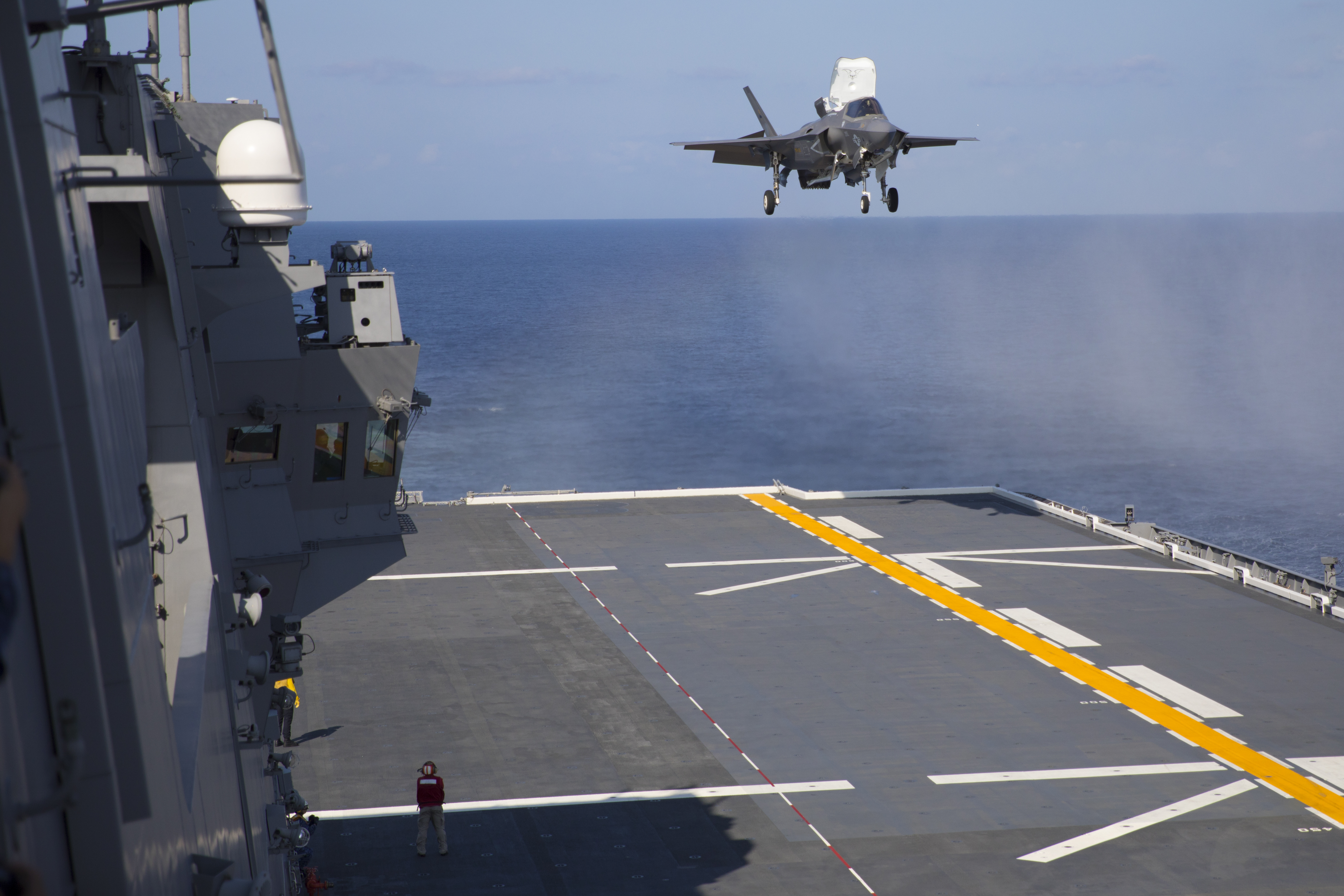
Il 3 ottobre 2021, i primi F-35B hanno effettuato atterraggi e decolli da JS Izumo

- : 42 F-35A ordinati (13 consegnati al giugno 2019), con previsione di ordini per 105 esemplari, compresi una quarantina a decollo verticale che dovrebbero andare alla Marina.[197][243][244][245][246] Uno dei 13 aerei consegnati è andato perso ad aprile 2019.[244]
  - 3º Stormo (第3航空団 - Dai 3 kōkū-dan), Misawa, su F-35A
    - 301º Gruppo (第301飛行隊 - Dai 301 hikō-tai)
    - 302º Gruppo (第302飛行隊 - Dai 302 hikō-tai)

 Polonia
- Siły Powietrzne

32 F-35A ordinati il 31 gennaio 2020, con consegne previste per il 2023-2024. Primi due esemplari consegnati sulla base aerea di Ebbing, negli Stati Uniti, il 23 dicembre 2024. Gli aerei saranno utilizzati per addestrare i primi piloti ed il personale a terra.
 Svizzera
- Schweizer Luftwaffe

Il 30 giugno 2021, il Consiglio federale svizzero ha selezionato l'F-35A come vincitore del programma per un nuovo caccia. A partire dal 2030 saranno consegnati 36 F-35A.. Di questi almeno 24 dei complessivi 36 saranno assemblati dalla FACO di Cameri, 8 velivoli negli USA e forse 4 presso gli stabilimenti elvetici della RUAG. Ordine per 36 F-35A firmato il settembre 2022.
 Grecia
- Polemikí Aeroporíaa

Alla fine del mese di giugno 2022, la Grecia ha inviato una lettera di richiesta (LoR) ufficiale agli Stati Uniti per ordinare 20 caccia F-35. Il primo ministro, Kyriakos Mitsotakis, ha affermato che Atene sta esaminando l’acquisto di un secondo gruppo di jet. Il 26 gennaio 2024 il Congresso statunitense ha approvato l'accordo per la vendita di 40 F-35A all'aeronautica militare ellenica con relative attrezzature e supporto per un costo stimato di 8,6 miliardi di $.
 Rep. Ceca
- Vzdušné síly armády České republiky

Il 20 luglio 2022, Praga ha intavolato i colloqui con gli Stati Uniti per la fornitura dei caccia F-35A Lightning II in sostituzione dei JAS 39 Gripen presi in leasing dalla svedese Saab AB. Lo ha affermato il primo ministro Petr Fiala.

### Possibili utilizzatori futuri
Emirati Arabi Uniti
- Al-Quwwāt al-Jawiyya al-Imārātiyya

 Marocco
- Royal Moroccan Air Force

 Romania
Forțele Aeriene Române

## Iter parlamentare e burocratico in Italia
In Italia si è iniziato a parlare del progetto nel 1996 e nel 1998 è stato firmato il Memorandum of Agreement per la fase concettuale-dimostrativa con un investimento di 10 milioni di dollari. Nel 2002, dopo l'approvazione delle Commissioni Difesa di Camera e Senato è stata confermata la partecipazione alla fase di sviluppo. Nel 2009 le Commissioni difesa di Camera e Senato hanno espresso parere favorevole sullo schema di programma trasmesso dal Governo che comprendeva l'acquisto di 131 F-35 al costo di 12,9 miliardi di euro.
Il 15 febbraio 2012 il ministro della Difesa Giampaolo Di Paola, nel quadro delle riduzioni di spesa del suo ministero, ha proposto tra i vari provvedimenti quello di diminuire l'acquisto di F-35 da 131 (69 F-35A e 62 F-35B) a 90 (60 F-35A e 30 F-35B) unità.
Il 28 marzo 2012 l'Aula della Camera ha approvato alcune mozioni sulla riduzione e razionalizzazione delle spese militari tra cui quelle che riducono a 90 gli aerei da acquistare.
Varie parti politiche hanno mosso critiche al progetto già dai primi giorni del 2012 proprio a causa dell'elevato costo dei 131 caccia ordinati inizialmente che, secondo il giornale La Repubblica, è lievitato verso l'alto nel 2011 ed è riportato dal giornale pari a 200 milioni di dollari ad aereo.
Al 22 febbraio 2013 l'Italia ha materialmente ordinato 3 velivoli e si appresta a firmare il contratto per altri 3: il primo F-35 A uscirà dagli impianti di Cameri, in Piemonte, entro il 2015 ed entrerà in servizio l'anno dopo.
Dopo una polemica inter-istituzionale sviluppatasi ad inizio legislatura, il 30 luglio 2013 il ministro della Difesa ha riferito al parlamento a proposito di un eventuale ritiro dal programma: «Bisogna considerare, oltre ai 700 milioni di euro già spesi per la progettazione e i due miliardi investiti per l'impianto di produzione di Cameri, anche il fatto che la portaerei Cavour dovrà ospitare gli F-35 a decollo verticale, altrimenti non capiremmo per quale ragione avremmo speso 3 miliardi e mezzo di euro per la nave».
Il 24 settembre 2014 il Parlamento italiano ha votato a maggioranza di tagliare del 50% il finanziamento sull'acquisto di 90 cacciabombardieri americani F-35, da 13 a 6,5 miliardi di euro, il che comporta una riduzione del numero di velivoli acquistabili.
L'11 dicembre 2014 Roberta Pinotti, ministro della Difesa, e John Philips, ambasciatore americano in Italia, hanno annunciato che lo stabilimento della Finmeccanica di Cameri a Novara è stato scelto per la manutenzione di tutti gli F-35 operanti in Europa.
Il 21 maggio 2015 il ministro Pinotti ha presentato il documento programmatico pluriennale per il triennio 2015-2017 che conferma la partecipazione dell'Italia al programma, con un budget complessivo di circa 10 miliardi di euro. Il numero di velivoli da acquistare è stato fissato nuovamente a 90 unità, di cui 38 da acquisire entro il 2020.
La Corte dei Conti, nella sua Relazione speciale sulla partecipazione italiana al Programma Joint Strike Fighter F-35 Lightning II del 3 agosto 2017, circa i costi complessivi del programma ha esposto che l'investimento iniziale a carico degli USA è passato da 233 miliardi di dollari a 406 miliardi di dollari, i costi operativi per l'intero ciclo di vita dell'aereo ammontano a 1 100 miliardi di dollari. Tuttavia la Corte precisa che la misura della partecipazione dei partner, Italia compresa, alla fase di sviluppo è fissa e non suscettibile di aumenti. Gli incrementi di costo attribuibili a questa fase vengono pertanto assorbiti dai soli Stati Uniti. Per la fase di produzione è previsto che i partner acquistino i propri velivoli allo stesso prezzo dei velivoli americani appartenenti allo stesso lotto.
Inoltre i mezzi d'informazione hanno riferito che l'avanzamento del programma è in ritardo di almeno cinque anni sulla tabella di marcia originaria, con costi quasi raddoppiati rispetto alle previsioni iniziali. Su quest'ultimo punto una nota del giornalista e storico dell'aviazione Gregory Alegi riporta che gli 80 milioni al pezzo per il block buy attualmente in discussione sono il 16% in più dei 69 previsti nel 2001 e non il doppio, sottolineando che il costo maggiore dei primi lotti è fisiologico e che, per una valutazione corretta, bisognerebbe fare la media ponderata tenendo in considerazione i valori di spesa con gli impianti a pieno regime di produzione.
Nel gennaio 2018 il primo F-35 è stato consegnato al Ministero della Difesa Italiano e poi assegnato alla Marina Militare Italiana. Nel dicembre 2018 i primi otto F-35 sono operativi per l'Aeronautica Militare. I velivoli sono stati assegnati al 32º Stormo con sede ad Amendola (Foggia), primo reparto in Europa ad acquisire gli F-35.
Al giugno 2019 del lotto di 28 velivoli previsti entro il 2022, ne sono stati consegnati 13.

## Critiche al progetto
Il progetto ha attirato su di sé molte critiche da parte di analisti strategici e personale militare. Tra i detrattori il mezzo si è da tempo guadagnato il degradante soprannome di "Fiasco 35". Tra gli altri, la RAND Corporation, una società di analisi strategiche che collabora a stretto contatto col Dipartimento della Difesa statunitense, ha apertamente criticato l'F-35: prima è trapelato che, secondo le simulazioni effettuate dalla società statunitense, l'F-35 non sarebbe in grado di competere con il russo Su-35 in un combattimento aereo; poi un analista della stessa società ha dichiarato che l'F-35 "è inferiore nel combattimento in termini di accelerazione, salita e virate sostenute". Tuttavia i dati tecnici e le prove effettuate evidenziano che l'F-35 ha una velocità di punta di mach 1,67 e sostenuta di 1,65 a carico bellico (mentre l'F-16 a carico bellico non raggiunge i mach 1,4), il carico alare è inferiore a quello di un SU-27 e superiore a quello di un F-16, l'accelerazione a carico bellico è simile o superiore a quello di un F-16 e a quello di un'F-18, la virata a carico bellico è pari o migliore rispetto a quella della maggior parte dei caccia Usa e di poco inferiore a quella dell'F-22, tutte caratteristiche in linea con il progetto iniziale. Viene anche evidenziato come queste prestazioni miglioreranno ulteriormente nel corso della vita dell'aereo, come è successo per tutti i suoi predecessori. In realtà la cellula dell'F-35 è progettata per sostenere accelerazioni fino ad un massimo di 6 g, mentre caccia come il Rafale e l'Eurofighter sono progettati per accelerazioni superiori a 8 g. La scarsa predisposizione dell'F-35 a manovre estreme è evidente anche dal tipo di ala, trapezoidale e dalla ridotta superficie alare (42 metri quadrati contro i 51 metri quadrati dell'Eurofighter ad esempio) rispetto al peso dell'aviogetto. La manovrabilità ad alta velocità non è il suo punto di forza, ma lo scopo principale di questo aereo non è la superiorità aerea, quanto la ridotta RCS; in effetti un aereo con un peso al decollo tra le 21 e le 30 tonnellate, spinto da un reattore che produce al massimo 19 tonnellate di spinta, nasce evidentemente senza pretese di superiorità aerea.
È circolata un'intervista al produttore discografico Pierre Sprey (titolare della Mapleshade Records), presentato in veste di progettista aeronautico e definito "padre" degli aerei A-10 e F-16: nell'intervista, Sprey definiva l'F-35 come "pesante e poco reattivo". Secondo quanto riportato da testate specialistiche, Pierre Sprey non è né progettista né il "padre" degli A-10 e F-16, ma solo un ex analista della difesa attivo fino al 1986, poi divenuto produttore discografico con la Mapleshade Records, famoso per aver fatto parte del gruppo di analisti strategici che, negli anni settanta e ottanta del Novecento, avevano propugnato la dottrina militare detta della "Fighter Mafia", mentre a progettare F-16 è stato un team guidato da Robert H. Widmer.
Critiche sono state avanzate da un gruppo di piloti statunitensi che, avendo provato in volo l'F-35A, lo hanno definito "per niente stellare". Il rapporto ufficiale da loro redatto il 15 febbraio 2013 offre un ritratto desolante del mezzo: vi sono individuate otto aree di grave rischio (la visibilità, l'interfaccia tra gli apparati di bordo e il pilota, il sistema radar, l'apparato di proiezione dei dati nel casco di volo, l'eventualità di esplosione in caso d'impatto con fulmini, per via delle pareti troppo sottili dei serbatoi e così via), problemi tali da suggerire addirittura una nuova progettazione del velivolo. Valutazioni del 2016 da parte di altri piloti, sulla base di test bellici come il green flag o red flag, sono dichiarate positive.
Secondo un rapporto del Pentagono gli strumenti elettronici del jet non funzionano, perché il display nel casco di volo non fornisce un orizzonte artificiale analogo a quello reale, a volte l'immagine è troppo scura o scompare, e il radar in alcuni voli di collaudo si è dimostrato incapace di avvistare e inquadrare bersagli, o addirittura si è spento. Inoltre la manutenzione dell'F-35 è troppo laboriosa e limita l'efficienza operativa, l'affidabilità tecnica generale lascia a desiderare e il dispositivo di carica delle batterie tende a esser colpito da malfunzionamenti alle basse temperature. Sempre riguardo alle presunte prestazioni in combattimento del velivolo, il maggiore Richard Koch dell'USAF, capo dell'ufficio di superiorità aerea del USAF Air Combat Command, ha dichiarato: "mi sveglio la notte con i sudori freddi al pensiero che l'F-35 avrà solo due armi per la superiorità aerea". La Lockheed Martin ha contestato le critiche alla sua creatura dichiarando, tra l'altro, che "la superiorità nell'elettronica di cui gode l'F-35 rispetto agli altri velivoli può risultare più importante della manovrabilità in future missioni". Dopo la capacità di combattimento, le critiche più diffuse hanno puntato alla scarsa autonomia di volo, da alcuni ritenuta insufficiente per conflitti su larga scala, come un'ipotetica azione contro altri Paesi. L'autonomia dell'aereo è in linea con i modelli che andrà a sostituire e il suo raggio di azione è aumentabile grazie ai serbatoi supplementari o tramite il rifornimento in volo con aerocisterne.
Con l'allungarsi dei tempi di sviluppo non sono potute mancare le critiche ai costi del progetto, che la rivista specialistica World Military Affair ha imputato alla discutibile scelta di voler creare un unico aereo per tre differenti ruoli operativi. I dubbi sugli elevati costi di progetto si sono aggiunti a quelli sui costi unitari di produzione e di manutenzione, che la marina statunitense ha stimato essere del 30%-40% superiori a quelli dei caccia attualmente in uso. Nel 2013 il tenente generale dell'USAF Christopher Bogdan ha apertamente accusato l'azienda di voler "spremere ogni centesimo" dal governo degli Stati Uniti per questa commessa.
A febbraio 2014 il Pentagono ha reso nota la decisione di acquistare otto aeromobili meno del previsto nel corso dell'anno successivo, dovuta a tagli al bilancio della difesa e non ad una valutazione delle prestazioni dell'F-35.
In una audizione davanti all’Assemblea parlamentare nell'agosto del 2017 il generale André Lanata, Capo di stato maggiore dell’aeronautica francese, ha dichiarato che l’F-35 sarà presto lo standard di riferimento per i velivoli da combattimento in tutto il mondo e la Francia, che non è tra i paesi finanziatori del progetto e non prevede l'acquisto degli aerei, sarà surclassata dai partner ad oggi alla pari che acquisiranno il veicolo.
La vita del veicolo è stata predeterminata in 8.000 ore di volo, la Lockheed Martin, a seguito del superamento di specifici test a terra corrispondenti a 24.000 ore di volo, ha dichiarato di voler portare la vita operativa del velivolo a 16.000 ore di volo.
In una intervista del 2018 alla rivista specializzata "Difesa Online" il comandante del 32º Stormo, il colonnello Davide Marzinotto, che ha seguito il programma per anni, in Italia e negli USA sin da quando sono stati definiti i requisiti operativi della macchina, ha dichiarato che: «La rivoluzione che rappresenta l’F-35 è dovuta al suo DNA “omnirole”: il velivolo può assolvere a più missioni simultaneamente, senza bisogno di tornare alla base per essere riconfigurato. Forse non è immediatamente comprensibile a tutti il valore in termini operativi di tutto questo. Posso assicurare che si tratta di un qualcosa di rivoluzionario» e «Quando si è in volo impressiona la percezione della consapevolezza espansa fornita dai sensori: si apre un mondo e si resta a bocca aperta. In un confronto aereo un tempo si facevano considerazioni del tipo “Qui me la cavo...”, “Qui me la gioco...” o “Qui devo stare attento”. A bordo di un F-35 il pensiero non può essere altro che “Povero colui che si trova dall’altra parte!!!”»

## Cultura di massa
- In particolare la versione C dell'F-35 compare tra i velivoli della serie di videogiochi Ace Combat[307] e nella serie Tom Clancy's H.A.W.X.[308]
- La versione B compare invece in Deadly Skies III[309] e nel simulatore di guerra ArmA II, come principale velivolo pilotabile.
- La versione sperimentale dello stesso, al tempo denominata X-35, compare come velivolo pilotabile nel videogioco di Eidos Interactive per computer dal titolo Joint Strike Fighter.
- È presente nei seguenti titoli videoludici: Battlefield 2, DLC Back to Karkand di Battlefield 3, Battlefield 4, Empire Earth sotto il nome fittizio di "Caccia Jackal", Call of Duty: Black Ops II e MetalStorm: Wingman.
- In ambito cinematografico l'aereo compare anche nel film Lanterna verde, in alcune scene di Die Hard - Vivere o morire, in The Avengers[310], Transformers: L'ultimo cavaliere, e Godzilla II - King of the Monsters.
- Nel film L'uomo d'acciaio i caccia multiruolo scortano un C-17.
- Nel simulatore di volo Digital Combat Simulator si può volare su un modello gratuito creato da un utente.
- Nel simulatore "Alliance Air War" compare la versione F-35 C
- Nel videogioco Gta Online compare una fusione tra YF-23 e F35B con il nome "F-160 Raiju"